# Erzgebirgspässe
Erzgebirgspässe sind Übergänge und Durchlässe im Kamm des Erzgebirges, über die Wege, Straßen, Eisenbahnverbindungen und Versorgungsleitungen vom Freistaat Sachsen der Bundesrepublik Deutschland nach Böhmen in der Tschechischen Republik und umgekehrt führen.

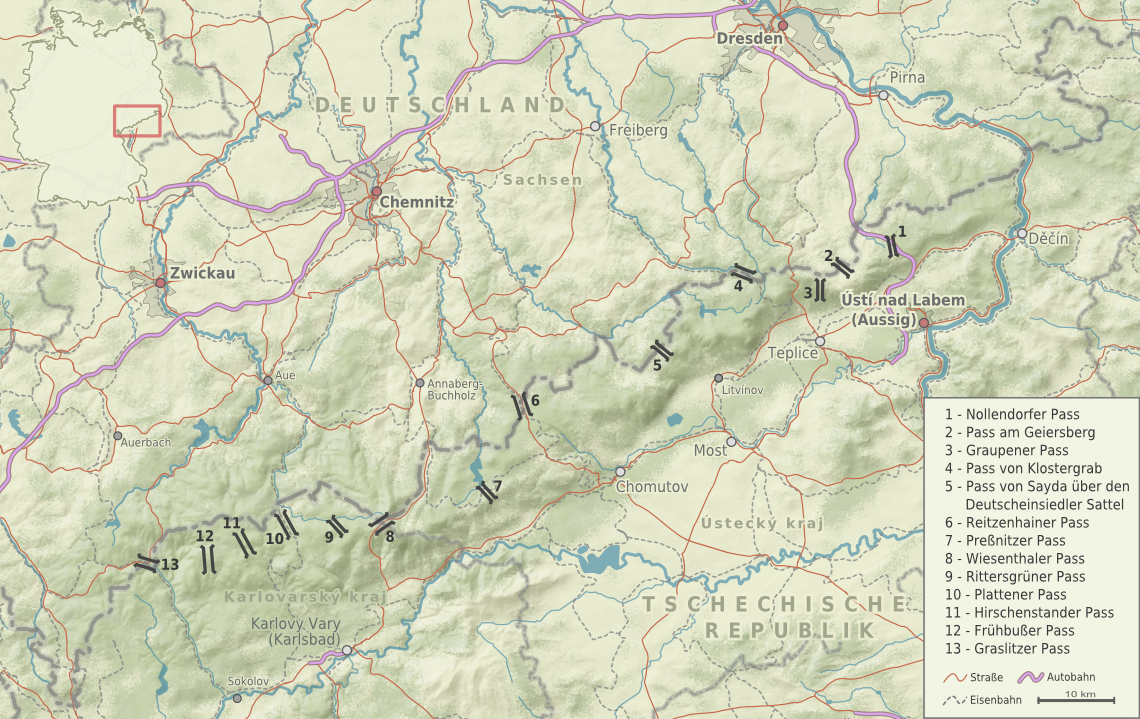
Die historischen Pässe über das Erzgebirge

## Der Naturraum des oberen Erzgebirges aus Sicht des Transportwesens

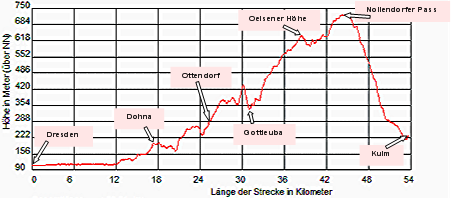
Höhenprofil des im Osterzgebirge über den Nollendorfer Pass führenden Kulmer Steiges

Unter den physikalisch-geografischen Bedingungen üben vor allem die Oberflächengestalt und das Klima bis in die heutige Zeit einen bestimmenden Einfluss auf die Verkehrsführung und -gestaltung der Wege über das Erzgebirge aus. Morphologisch stellt das Gebirge eine im Süden angehobene Pultscholle mit einer allmählichen Abdachung nach Norden dar. Der Gebirgseindruck wird im sächsischen Teil weniger durch die absoluten Höhen als vielmehr durch bis zu 200 Meter tief eingekerbte und teils windungsreiche Täler hervorgerufen. Die zwischen den Tälern gelegenen sanft ansteigenden Hochflächen ermöglichten frühzeitig verkehrsgünstige, d. h. vor allem steigungsarme Trassenführungen. Problematisch gestaltete sich die Verkehrsführung nur dort, wo eines der tief eingeschnittenen Täler gequert werden musste. Eine deutliche Verkehrsungunst weist hingegen der markante Steilabfall nach Süden zum Böhmischen Becken hin auf, da hier das Erzgebirge auf weniger als 10 Kilometer um bis zu 700 Meter abfällt. Noch heute weisen selbst ausgebaute Transitstraßen in diesem Abschnitt Steigungen von zum Teil über 10 Prozent auf.
Der Erzgebirgskamm selbst bildet eine Abfolge von Hochflächen und Einzelbergen, die von Sätteln unterbrochen wird. Vom Vogtland an steigt der Kamm auf etwa 1000 m ü. NN an und fällt bei Johanngeorgenstadt (Plattener Pass) auf rund 720 m ü. NN ab. Ein weiterer Anstieg erfolgt bis zum Fichtelberg/Keilberg (Klínovec) auf über 1200 m ü. NN. Zwischen beiden Bergen senkt sich der Kamm im Wiesenthaler Pass auf 1080 m ü. NN. Bis zum Deutscheinsiedler Sattel, dem tiefsten Durchgang des Gebirges, erfolgt über den Reitzenhainer Pass (820 m n.m.) eine Absenkung bis auf 750 m ü. NN. In nordöstlicher Richtung erreicht der Kamm im Kahleberg noch einmal über 900 m ü. NN, bevor er auf etwa 500 m ü. NN zum Elbsandsteingebirge hin abfällt.
Aufgrund des Fehlens eines Durchbruchstales liegen die Gebirgspässe vergleichsweise hoch. So beträgt die mittlere Kammhöhe des Erzgebirges etwa 880 m ü. NN, die mittlere Sattelhöhe liegt nur knapp 10 Meter darunter. Wegen der einseitigen Hebung der Pultscholle längs des Egergrabens und des abweichenden Verlaufes der Grenze von der Kammlinie erreicht das Erzgebirge seine größten Höhen auf der böhmischen Seite. Dadurch liegt ein Großteil der Pässe bereits in Böhmen. Sie erreichen im Schnitt Höhen von 700 bis 900 m ü. NN. Der höchstgelegene Pass ist der Wiesenthaler Pass auf 1083 m ü. NN, der niedrigstgelegene der Nollendorfer Pass auf 680 m ü. NN.

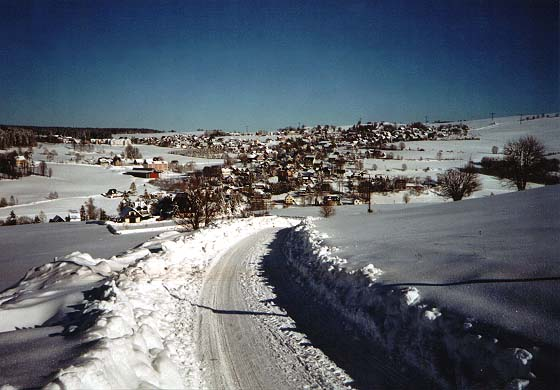
Winterliche Verkehrsverhältnisse im oberen Erzgebirge bei Breitenbrunn

In den oberen Lagen des Erzgebirges ist das Klima deutlich als rau zu charakterisieren. Daher wurde die Gegend des oberen Erzgebirges in der Vergangenheit auch als Sächsisches Sibirien bezeichnet. Die jährlichen Niederschlagsmengen steigen bis in die Kammlagen auf über 1.100 Millimeter an, wobei ein Großteil als Schnee fällt. Die Jahresmitteltemperaturen erreichen nur Werte von 3 bis 5 °C. Im auf 922 m ü. NN gelegenen Oberwiesenthal treten im Schnitt nur etwa 140 frostfreie Tage im Jahr auf. Im Transportwesen führen diese winterlichen Temperaturen und die Schneefälle vor allem auf den Passhöhen selbst in den Wintermonaten bis in die heutige Zeit hinein zu Verkehrsbehinderungen, -stockungen und -ausfällen. Dabei müssen, den Berichten älterer Chronisten nach, die Winter in den vergangenen Jahrhunderten in den oberen Erzgebirgslagen noch härter als heute gewesen sein. Lang anhaltende Frostperioden und durchgehende Schneedecken, meterhohe Verwehungen und wiederholte Schneestürme haben einzelne Wege und Pässe über Wochen unpassierbar gemacht. Berichte der Posthalterei der an der Straße zum Deutscheinsiedler Sattel gelegenen Bergstadt Sayda vom Februar 1855 besagen, dass „…wegen der ungeheuren Schneemassen das Fortkommen fast noch nicht möglich [ist], ebenso unmöglich auch das Zustandekommen des Schneeauswerfens“. Die Post musste mit kleinen Schlitten und durch Boten befördert werden, weil „zwei Pferde nebeneinander die Schneemassen durchwaten nicht im Stande sind“.
Erwähnt werden muss auch die Hochwassergefahr während der Schneeschmelzen bzw. bei sommerlichen Gewittern. Hochwasser haben in der Vergangenheit wiederholt, zuletzt im August 2002, beträchtliche Zerstörungen an den in Tallagen befindlichen Zufahrtsstraßen zu den Erzgebirgspässen verursacht.

## Geschichte der Erzgebirgspässe

### Vorgeschichte und Frühmittelalter

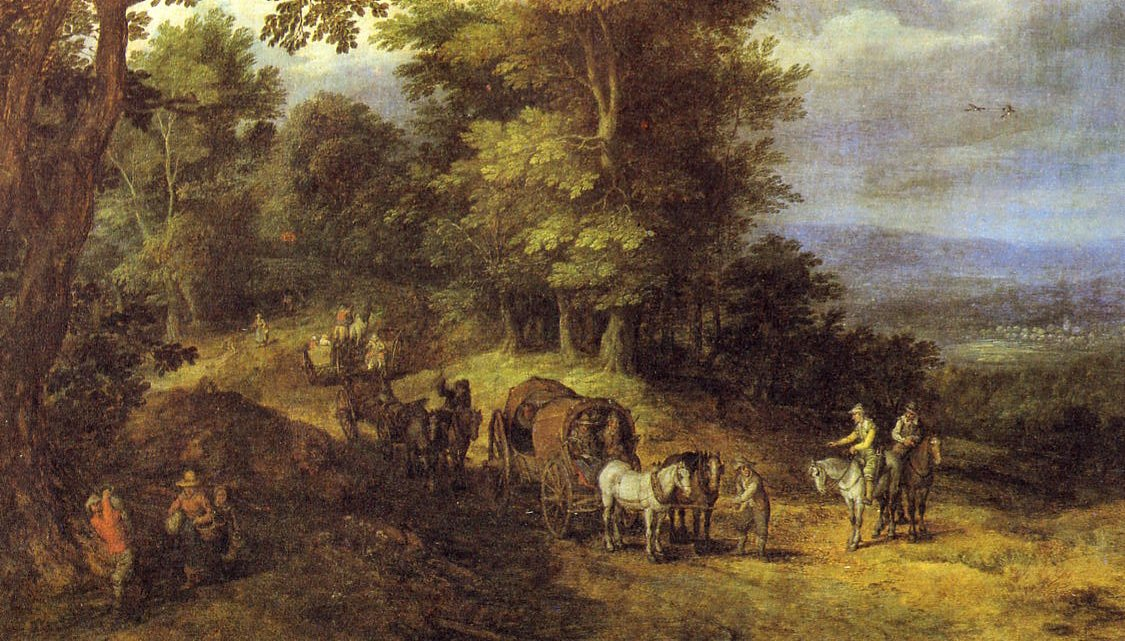
Eine frühneuzeitliche Darstellung eines Fahrwegs

Der dichte Grenzwald des Erzgebirges wurde trotz seiner scheinbaren Undurchdringlichkeit schon vor dem Mittelalter teilweise genutzt und an seinen Rändern als Verbindung zwischen den fruchtbaren Altsiedellandschaften des heutigen Nord- und Mitteldeutschlands und Böhmens gequert. Gleichwohl kann davon ausgegangen werden, dass beim Passieren des Erzgebirges der östliche Teil zwischen Altenberg und dem Elbtal sowie das westliche Übergangsgebiet zum Elstergebirge im Vogtland bevorzugt wurde, da hier das Erzgebirge am niedrigsten und der Waldsaum am schmalsten war.
Die wichtigste Verbindung stellte in der Ur- und Frühgeschichte und bis in das 12. Jahrhundert der etwa parallel zum Elbdurchbruch verlaufende Kulmer Steig dar. Im Osterzgebirge weisen zahlreiche bis in die Kammlagen aufgetretene archäologische Funde (Beile, Äxte, Gräber) aus der Stein-, Bronze- und Eisenzeit auf einen seit alters her vorhandenen Gebirgsübergang hin. Es ist erwiesen, dass sich bereits vor der Einrichtung der Markgrafschaft Meißen, deren Mittelpunkt die an der Elbe gelegene Burg Meißen war, im Bereich zwischen Pirna und Litoměřice ein Netz von Pfaden, Wegen und Steigen über das Gebirge zog. Der exakte Verlauf dieser vorgeschichtlichen Wege ist heute allerdings nicht mehr genau rekonstruierbar.
Mit Sicherheit bereits in prähistorischer Zeit, vermutlich auch noch im frühen und hohen Mittelalter, wurde auch das wesentlich flachere Vogtland über den Ullitzer Pass gequert. So wurde das relativ hohe Mittel- und Westerzgebirge nicht nur östlich, sondern auch westlich umgangen.

### Hoch- und Spätmittelalter und Frühe Neuzeit
Die in der ersten Hälfte und der Mitte des 12. Jahrhunderts einsetzende dichte Besiedlung des Erzgebirges bis auf die meißnischen und böhmischen Kammlagen führte zwangsläufig zur deutlichen Erweiterung des Wege- und Straßennetzes. Nicht zufällig sind gerade aus der Zeit um 1100 die ersten Steige und Pässe urkundlich erwähnt. Gleichzeitig beschleunigte die Besiedlung des Gebirges den Ausbau der vorhandenen Straßen. So besagt eine Urkunde aus dem Jahr 1449, dass die von Chemnitz über Zschopau nach Böhmen führende Verbindung bei ihrer Führung über freies Feld derartig befestigt werden sollte, dass drei beladene Rüstwagen nebeneinander fahren konnten. In einer etwa zur gleichen Zeit erschienenen Landkarte der meißnisch-thüringischen Länder sind Straßenverbindungen von Lübeck über Halle, Leipzig, Borna, Chemnitz, Heinzebank, Marienberg, Komotau (Chomutov) nach Prag (Praha) sowie von Heinzebank über Annaberg, St. Joachimsthal (Jáchymov) nach Karlsbad (Karlovy Vary) und Eger (Cheb) eingezeichnet.

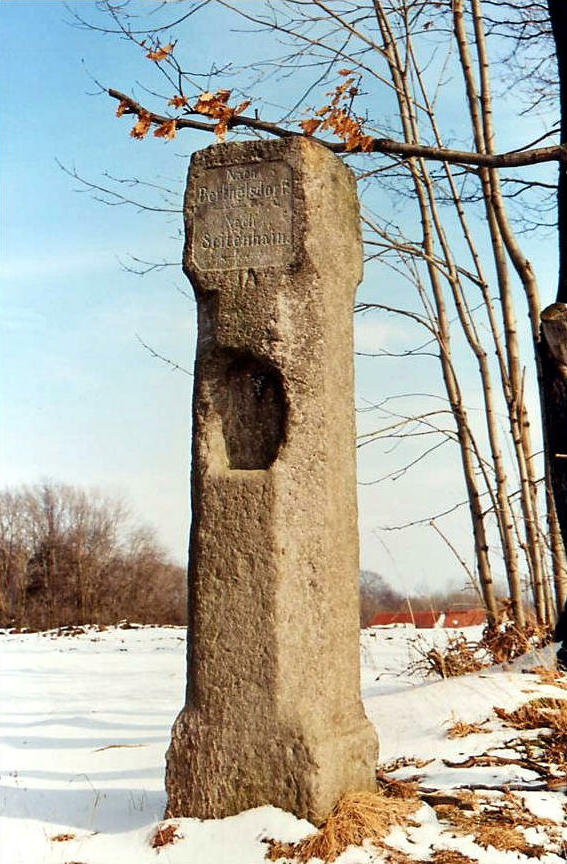
Alte Martersäule bei Liebstadt am Pilgerweg nach Nordböhmen

Eine der frühesten Beschreibungen der Gegend stammt von etwa 1490. Dort heißt es, übersetzt aus dem Lateinischen, u. a.:

„Ein ungeheurer Wald ergießt sich zusammenhängend gegen Lichtenstadt. Er birgt in sich Berge, Hügel und jähe Täler. Darinnen sprudeln viele Quellen, die Anfänge von Bächen und Flüssen. Der Wanderer ist besonders darüber erstaunt, daß dort auf einem Berg zwei Flüsse entspringen, die sich nach verschiedenen Gegenden wenden. Zur Rechten die Mulde, die ihren Lauf durch einen großen Teil Meißens nimmt, zur Linken, gar nicht weit davon, die Zwota, die nach Böhmen fließt, aber ihren Namen verliert, sobald sie in die Eger einmündet. Jedoch ragt nicht nur ein Gipfel auf, sondern es gibt viele, besonders nach dem Kamm des Waldgebirges zu. Der Wald ist weiträumig und so langgestreckt, daß er beinahe ganz Böhmen umschließt. Deswegen heißt er Böhmischer Wald.“

Vor allem Händler und Kaufleute nutzen die Wege über das Erzgebirge. Eines der ersten Handelsgüter dürfte das Salz gewesen sein. Böhmen und die weiter südlich gelegenen Donauländer waren zum Kochen und vor allem zum Haltbarmachen von Nahrungsmitteln auf die Einfuhr von Salz angewiesen, das in den heimischen Landen als Rohstoff völlig fehlte und deshalb insbesondere aus den Salinen in Halle (Saale) und Umgebung bezogen werden musste. Die sogenannten Salzstraßen zogen sich einem Wegbündel gleich in mehreren Routen über den Erzgebirgskamm. Eine nutzte nachweislich von Zwickau kommend den Preßnitzer Pass, eine weitere den zwischen Sayda und Brüx (Most) gelegenen Sattel nahe dem heutigen Ort Deutscheinsiedel. Weitere Handelsgüter waren Bergbauprodukte und Fernhandelsgüter wie Wein, Lederwaren, Felle, Stoffe, Tücher und Fisch, die an überregional bedeutsamen Markt- und Messeplätzen wie Leipzig gehandelt wurden.
Neben Händlern und Pilgern (zum Beispiel zum Kloster Mariaschein nahe Graupen) wurden die Wege zudem von Heeren und kleineren Militäreinheiten genutzt. In Zeiten militärischer Auseinandersetzungen wurden die Pässe verhauen, d. h. gesperrt. Dies tat man u. a. mit Spanischen Reitern und dem Einsatz von Wachmannschaften. Am einfachsten war das Fällen von Bäumen, wie es z. B. von Christian Lehmann für das Jahr 1632 beschrieben wird:

„Do fielen viel 100 beume und ein gantzer strich auf einmahl 3 bis 6 Ellen hoh, daß die erde bebete, und wer auß Böhmen was haben und hohlen wollt, muste entweder solches drüber steigendt schleppen oder drunder durchziehen.“

Der nach 1990 einsetzende Autoschmuggel hat das neuzeitliche Verhauen zahlreicher Waldwege mittels Baum- und Steinsperren forciert. Die Pässe selbst sind davon aber nicht betroffen.

### Entwicklung des Botenwesens und der Poststraßen

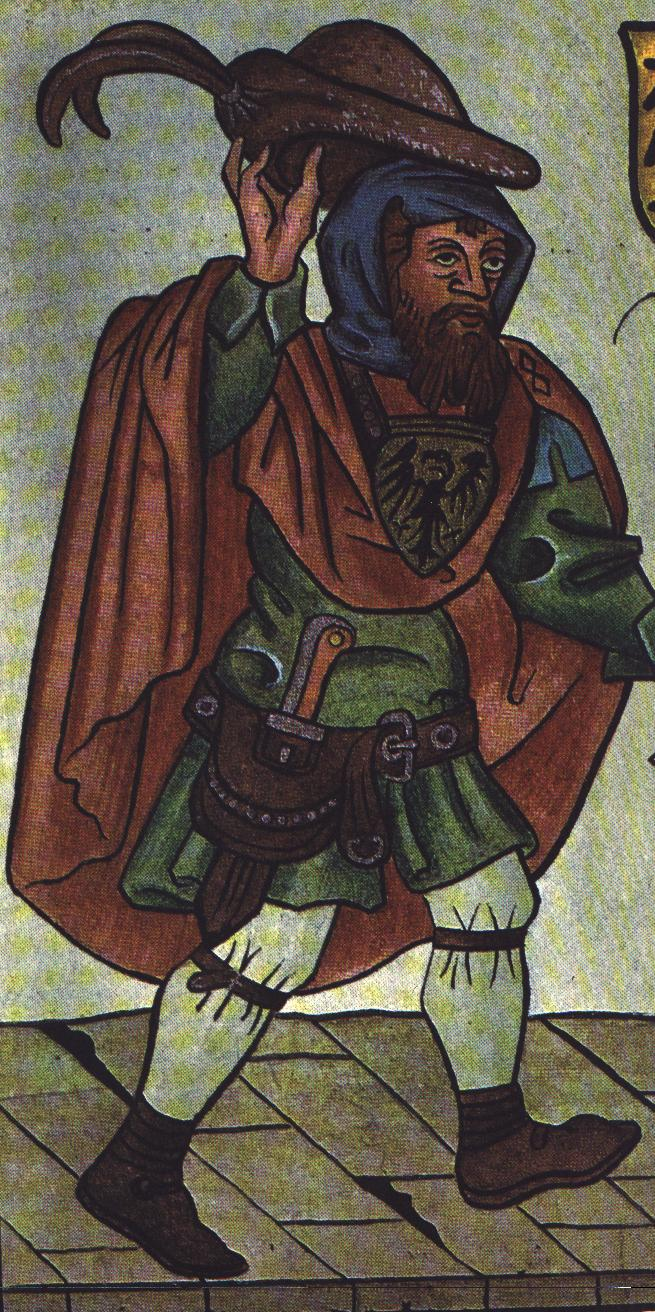
Darstellung eines deutschen Läuferboten aus der Mitte des 15. Jahrhunderts

Ab dem 15. Jahrhundert gewannen die Straßen und Pässe auch für das Botenwesen an Bedeutung. Im Zuge dieser Entwicklung wurden die wichtigsten Verbindungen zu Beginn des 18. Jahrhunderts durch den kursächsischen Land- und Grenzkommissar Adam Friedrich Zürner (1679–1742) exakt vermessen und mit Postmeilensäulen versehen und zum Teil weiter ausgebaut. Zu dieser Zeit war die Dresden-Teplitzer Poststraße eine der wichtigsten Verbindungen über das Osterzgebirge, die in zunehmendem Maße auch von Kurgästen von Teplitz (Teplice) benutzt wurde. Regen Zuspruch fand bei Besuchern des sich zu Weltruf entwickelnden Karlsbad (Karlovy Vary) der Pass über die Bergstadt Platten, im ausgehenden 18. Jahrhundert dann der niedriger gelegene Pass über Wildenthal und Hirschenstand (Jelení).

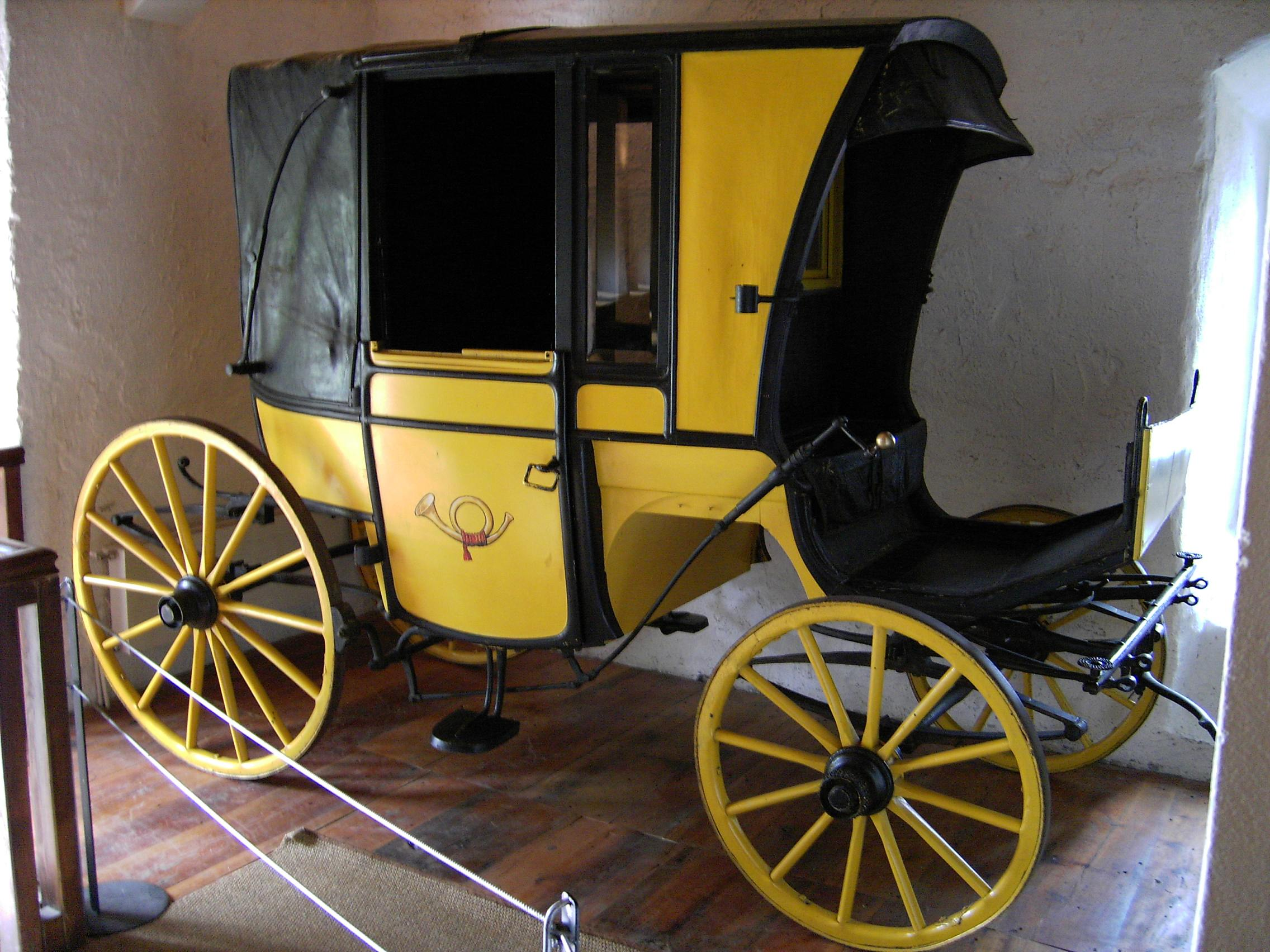
Die Postkutsche – bis in das 19. Jahrhundert eines der beliebtesten Reisemittel

Insgesamt gesehen blieben aber die von Sachsen nach Böhmen führenden Straßen genau wie das ganze sächsische Straßennetz bis zum ausgehenden 18. Jahrhundert in einem schlechten Zustand, da Kriege und damit verbundene wirtschaftliche Flauten oft einen kontinuierlichen Ausbau verhinderten. Trotz zahlreicher Straßenbaumandate, so zum Beispiel auf sächsischer Seite von 1781, blieben viele Straßen nur spärlich befestigte Wege, deren festgefahrenes Erdreich bei schlechtem Wetter oder an steilen Passagen oft nur mühsam oder manchmal auch gar nicht mehr passierbar war. So wird aus der am Handelsweg Oederan–Brüx (Most) gelegenen Bergstadt Sayda berichtet, dass sich die Straße bereits bis 1550 etwa drei Meter tief ausgefahren hatte. Der Grundherr Caspar von Schönberg auf Purschenstein ließ sie deshalb im Stadtbereich bereits 1555 pflastern, was allerdings eine Ausnahme dargestellt haben dürfte. In der Regel bildeten die Zufahrtswege zu den Pässen bis ins 18. Jahrhundert hinein ein Bündel mehrerer nebeneinander führender Pfade oder Hohlwege, sogenannte Gleise, die in Abhängigkeit vom Wetter und den zu transportierenden Gütern benutzt wurden.

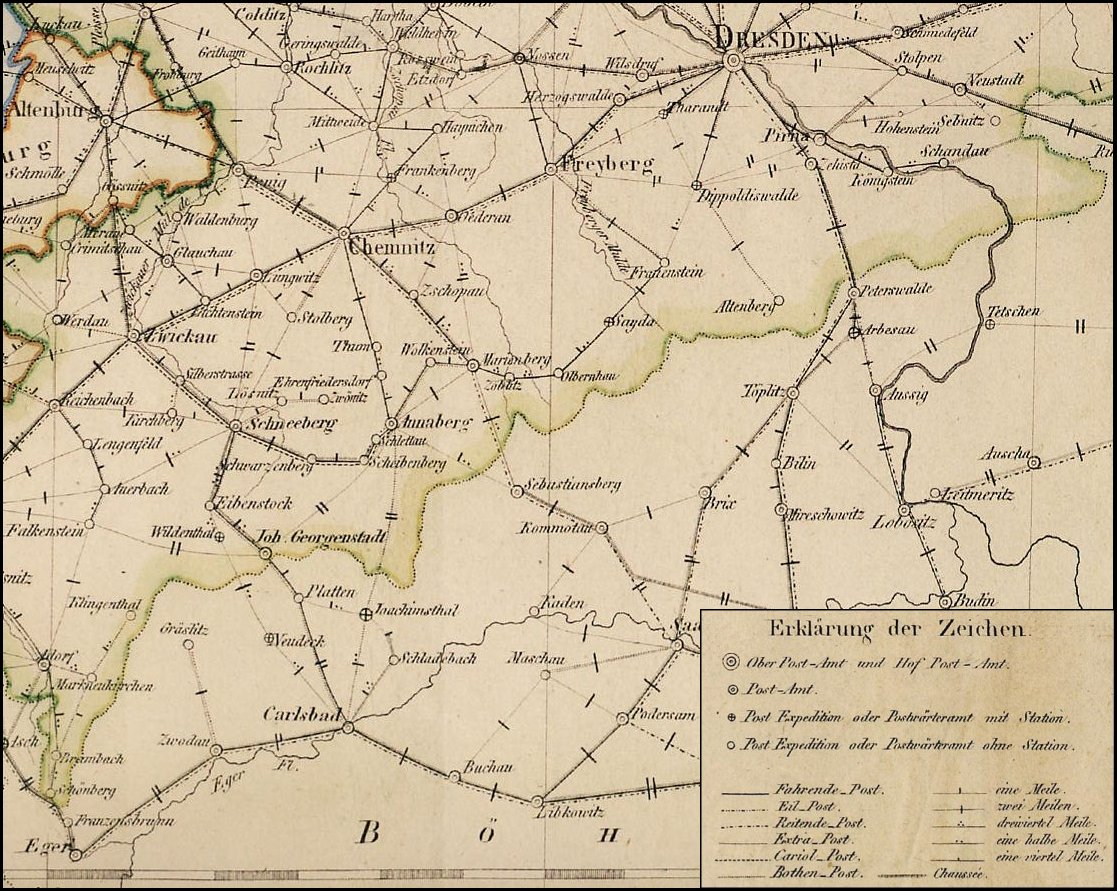
Postverbindungen über das Erzgebirge (1825)

Im Unterschied zu den Hochgebirgspässen verliefen diese Wege im Mittelalter und der Frühen Neuzeit fast ausschließlich auf den Höhenzügen, da die engen und sumpfigen Flusstäler als Verkehrswege meist ungeeignet waren. Sie konnten zudem im Kriegsfall leicht gesperrt werden. Für die Nutzung der Hochflächen sprachen außerdem das Fehlen von extremen Steigungen bzw. Gefällen und die Möglichkeit, sich wegen fehlender Karten und Wegmarkierungen quasi durch den Blick von oben an markanten Bergen und Landschaftspunkten orientieren zu können. Erst nach Erlass der kurfürstlich-sächsischen Befehle von 1795 und 1800 kann von einem beginnenden plan- und chausseemäßigen, d. h. befestigten Ausbau auch der Passstraßen auf kursächsischer Gebirgsseite gesprochen werden. Im Königreich Böhmen wurden ähnliche Straßenbaumandate nur wenige Jahre später erlassen. Als eine der ersten Verbindungen wurden ab 1803 die Straße Leipzig–Reitzenhain und ab 1810 die zum Nollendorfer Pass führende Neue Dresden-Teplitzer Poststraße grundlegend ausgebaut.

### Industrialisierung

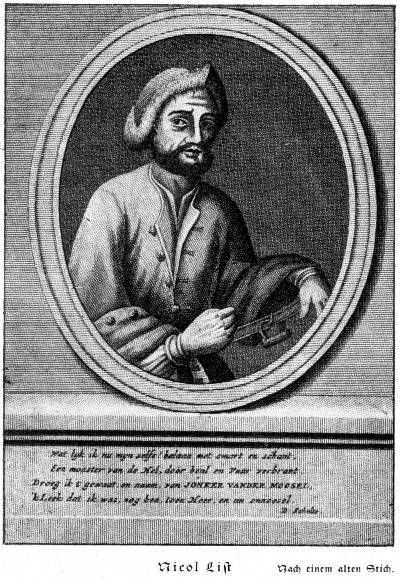
Räuberhauptmann Nikol List

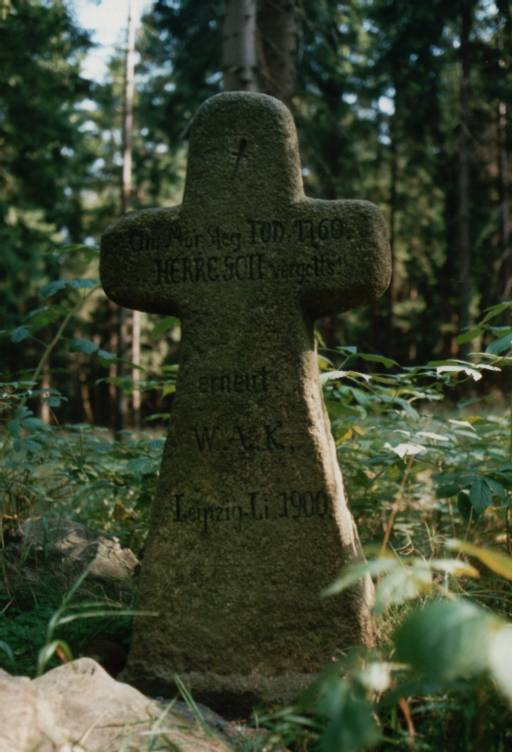
Sühnekreuz für einen 1760 ermordeten Fuhrmann am Frühbußer Pass

Mit der Industrialisierung setzte in der zweiten Hälfte des 19. Jahrhunderts ein deutlicher Bedeutungswandel der Passstraßen ein. Der Verkehr verlagerte sich einerseits von den Höhenstraßen zu den neuerbauten Talstraßen. So wurde beispielsweise der bis dahin recht bedeutungslose Gebirgsübergang bei Zinnwald durch den Bau der Müglitztalstraße ab 1846 und den Ausbau der Verbindung Dresden–Dippoldiswalde–Schmiedeberg–Altenberg ab 1842 aufgewertet, während die benachbarte Alte Dresden-Teplitzer Poststraße über den Pass an der Geiersburg (Kyšperk) verödete und der Grenzübergang nahe Fürstenwalde 1860 geschlossen wurde. Auch der Pass über die Bergstadt Graupen (Krupka) nach Zinnwald verlor durch den chausseemäßigen Ausbau der Strecke über Eichwald (Dubí) seine frühere Bedeutung.
1858 kam es auf sächsischer Seite des Gebirges zu einer grundlegenden Neuerung, da alle damals vorhandenen Postkurse neu vermessen und mit königlich-sächsischen Meilensteinen gekennzeichnet wurden. Unmittelbar an den Grenzübergängen der als Postroute befahrenden Postkurse wurden sogenannte Grenzübergangssteine aufgestellt, von denen heute noch einige Exemplare vorhanden sind. In Böhmen hingegen wurde die beispielhafte Errichtung von Postsäulen und Meilensteinen nicht übernommen, hier blieb man bei den hölzernen Wegtafeln.
Im 19. Jahrhundert veränderte letztendlich der Bau der Erzgebirgsquerbahnen Rolle und Bedeutung der Erzgebirgspässe. Bereits 1843 wurde eine Planung zum Bau einer Eisenbahn von Pirna aus entlang der Alten Dresden-Teplitzer nach Aussig erarbeitet. Doch erst 1872 verkehrte der erste Zug auf der durchgängigen Verbindung von Komotau (Chomutov) nach Weipert (Vejprty) und von dort weiter nach Annaberg über das Gebirge. Im Juli 1875 folgte die Verbindung von Flöha nach Reitzenhain, die einen Monat später über den Reitzenhainer Pass über Krima (Křimov) bis zur Bahnstrecke Komotau (Chomutov) – Weipert (Vejprty) verlängert wurde. 1884 wurde die Bahnstrecke von Nossen nach Moldau (Moldava) und von dort weiter nach Most (Brüx) über den Pass von Klostergrab (Hrob) in Betrieb genommen. Zwei Jahre später nahm 1886 die Strecke Klingenthal – Falkenau (Sokolov) über den Graslitzer Pass den Betrieb auf. Als letzte Strecke über das Erzgebirge wurde 1899 die Verbindung von Johanngeorgenstadt nach Karlsbad (Karlovy Vary) über den Plattener Pass eröffnet.
Bis zum Beginn des 20. Jahrhunderts waren die dichten Kammwälder des Erzgebirges oftmals beliebter Aufenthaltsort von Räuberbanden, Schmugglern und Wilddieben. Nicht ohne Grund wurden zahlreiche Verordnungen zur Bekämpfung der Räuberunwesens auf beiden Seiten des Gebirges erlassen. Legendär wurde im Erzgebirge insbesondere der Wilddieb Karl Stülpner, aber auch von den beiden Räuberhauptmännern Nikol List und Lips Tullian erzählt man sich noch heute unzählige Geschichten. Insbesondere dort, wo die Passstraßen in die dichten Erzgebirgswälder hinein führten, wurden mit besonderer Vorliebe von Straßenlagerern Postkutschen und Passanten überfallen, ausgeraubt und oft sogar getötet. Mehrere Stein- und Sühnekreuze erinnern noch heute an grausam verübte Morde.

### 20. Jahrhundert
In der ersten Hälfte des 20. Jahrhunderts wurden, nicht zuletzt auch durch den im Oktober 1938 erfolgten Anschluss des Sudetenlandes, die Pässe über den Erzgebirgskamm am intensivsten genutzt. Schmidt (1935) nennt allein 16 große Heerstraßen, welche die sächsisch-böhmische Grenze überschritten. Hinzu kamen eine Vielzahl kleinerer Wege und die bereits erwähnten fünf Eisenbahnverbindungen.
Diese Durchlässigkeit wurde nach 1945 für etwa 25 Jahre durch die Schließung der Eisenbahnübergänge und fast aller Straßenübergänge drastisch reduziert. Eine erhöhte Durchlässigkeit trat erst nach Einführung des visafreien Grenzverkehrs zwischen der Deutschen Demokratischen Republik (DDR) und der Tschechoslowakei (ČSSR) ab 1972 wieder ein. Dem sich entwickelnden beiderseitigen Urlaubs- und Einkaufstourismus trug vor allem die (Wieder-)Eröffnung der jahrhundertealten Straßengrenzübergänge im Zuge der Pässe Wiesenthal (1972) und Reitzenhain (1978) Rechnung. Mit der Eröffnung des Grenzübergangs Bahratal wurde (1976) auch die nördliche Zufahrt zum Nollendorfer Pass wieder für den Verkehr freigegeben. Die über den Erzgebirgskamm führenden fünf Eisenbahnstrecken blieben aber während des Bestehens der DDR geschlossen. Eine Zugfahrt von Sachsen nach Böhmen und umgekehrt war vor 1990 nur über die außerhalb des Erzgebirges gelegenen Grenzübergänge Bad Brambach/Vojtanov im Vogtland und Bad Schandau/Děčín im Elbtal möglich. Mit der Erdgasleitung Nordlicht der RWE Transgas (1972) und der Chemieproduktenleitung Böhlen–Oberleutensdorf (Litvínov) (beide über den Sattel von Deutscheinsiedel) sowie einer 380-kV-Hochspannungsleitung von Röhrsdorf nach Hradec und einer 220-kV-Hochspannungsleitung von Zwönitz nach Hradec wurden zu DDR-Zeiten auch neue Infrastrukturleitungen über das Erzgebirge geführt.
Nach der wirtschaftlichen Öffnung der osteuropäischen Staaten erlangte das Erzgebirge 1990 seine frühere Bedeutung als Transitland im Nord-Süd-Verkehr wieder. Dies führte zur Wiedereröffnung zahlreicher Straßen- und Fußgängerübergänge und zur Wiederaufnahme des Bahnverkehrs zwischen Klingenthal und Falkenau (Sokolov), Johanngeorgenstadt und Karlsbad (Karlovy Vary) sowie zwischen Chemnitz und Komotau (Chomutov) über Weipert (Vejprty). Durch den Beitritt Tschechiens zum Schengen-Raum am 21. Dezember 2007 und den Wegfall der Grenzkontrollen haben sich neue Entwicklungsmöglichkeiten ergeben.

### Gegenwart
Im Zuge der Anpassung der Verkehrswege an neue Anforderungen wurden seit 1990 einige der Zufahrtsstraßen zu den Erzgebirgspässen vor allem durch den Bau von Ortsumgehungen neu trassiert. Dies betrifft u. a. Abschnitte der B 170 Dresden–Zinnwald, der B 174 Chemnitz–Reitzenhain und der Straße I/7 Komotau (Chomutov)–Reitzenhain.
Den derzeit einzigen Straßenneubau über das Erzgebirge stellt die im Dezember 2006 fertiggestellte Bundesautobahn 17/Dálnice 8 Dresden–Prag (Praha) dar. Ihr Verlauf folgt weitgehend der jahrhundertealten westlichen Trasse des Kulmer Steiges. Dies spricht vor allem unter ökonomischen Gesichtspunkten für die Rationalität, nach der unsere Vorfahren ihre Wege über das Gebirge suchten. Die Bundesautobahn 17 schneidet Dresden zuerst in West-Ost-Richtung im Süden des Stadtgebiets und wendet sich hinter Pirna Richtung Südosten. Zum einen dient die von Dresden nach Prag führende Europastraße damit dem regionalen Straßenverkehr, zum anderen nutzt sie den flachen Nollendorfer Pass. Durch die modernen Spannbetonbauwerke über die Kerbtäler, so zum Beispiel die Lockwitztalbrücke oder die Seidewitztalbrücke wurde dieser Pass wieder aus den Tallagen in die ebenen Höhenlagen der erzgebirgischen Pultscholle verlagert. Damit folgt die einzige Autobahn, die das Gebirge quert, dem wohl ältesten Pass. Sie nähert sich der Alten Dresden-Teplitzer Poststraße, die teilweise auch als Staats- und Kreisstraße noch genutzt wird, häufig auf wenige Meter und schneidet diese.
Im ehemaligen Landkreis Aue-Schwarzenberg bestand lange kein Straßengrenzübergang zwischen Sachsen und Böhmen, da sich die tschechische Gemeinde Breitenbach (Potůčky) erfolgreich gegen die Wiedereröffnung des Johanngeorgenstädter Überganges wehrte, um von den Einnahmen für den auf tschechischer Seite entstandenen, überdimensional großen Einkaufsmarkt zu profitieren. Der Übergang wurde am 16. Januar 2008 auch für Kraftfahrzeuge geöffnet.
Planungen des Landes Sachsen sahen in den 2000er Jahren die Neutrassierung der B 93 zwischen Schneeberg und Johanngeorgenstadt zur Weiterführung nach Karlsbad (Karlovy Vary) über einen neuen, zwischen Plattener und Hirschenstander Pass gelegenen Grenzübergang, vor. Die Straße sollte vor allem die im Raum Aue-Schneeberg zufließenden Hauptströme des grenzüberschreitenden Fernverkehrs bündeln. Eine Querverbindung bis zur B 101 bei Lauter war Bestandteil der Planung. Gegen die Trassenführung regte sich Widerstand in der Bevölkerung. Da auf tschechischer Seite kein Interesse an der Fortführung der Schnellstraße in Richtung Karlsbad bestand wurde das Projekt nicht mehr weiterverfolgt und aus dem Bundesverkehrswegeplan 2030 gestrichen.
Aktuell (Stand 12/2022) sind zwischen Klingenthal und Bahratal drei Eisenbahnübergänge und 17 Straßenübergänge geöffnet. Sie nutzen dabei weitgehend teils jahrhundertealte Pässe und Steiganlagen.
Im Eisenbahnnetz gibt es Überlegungen, die Lücke zwischen der Teplitzer Semmeringbahn und der Strecke Nossen–Holzhau wieder zu schließen.
Darüber hinaus erfolgt die Planung der Schnellfahrstrecke Dresden–Prag, welche das Osterzgebirge in einem Basistunnel unterqueren soll. Die Elbtalbahn zwischen Dresden und Děčín umgeht das Erzgebirge östlich und ist die leistungsfähigste Hauptstrecke zwischen Deutschland und Tschechien. Aufgrund der verhältnismäßig geringen Radien im engen Elbtal ist dort kein Hochgeschwindigkeitsverkehr möglich.

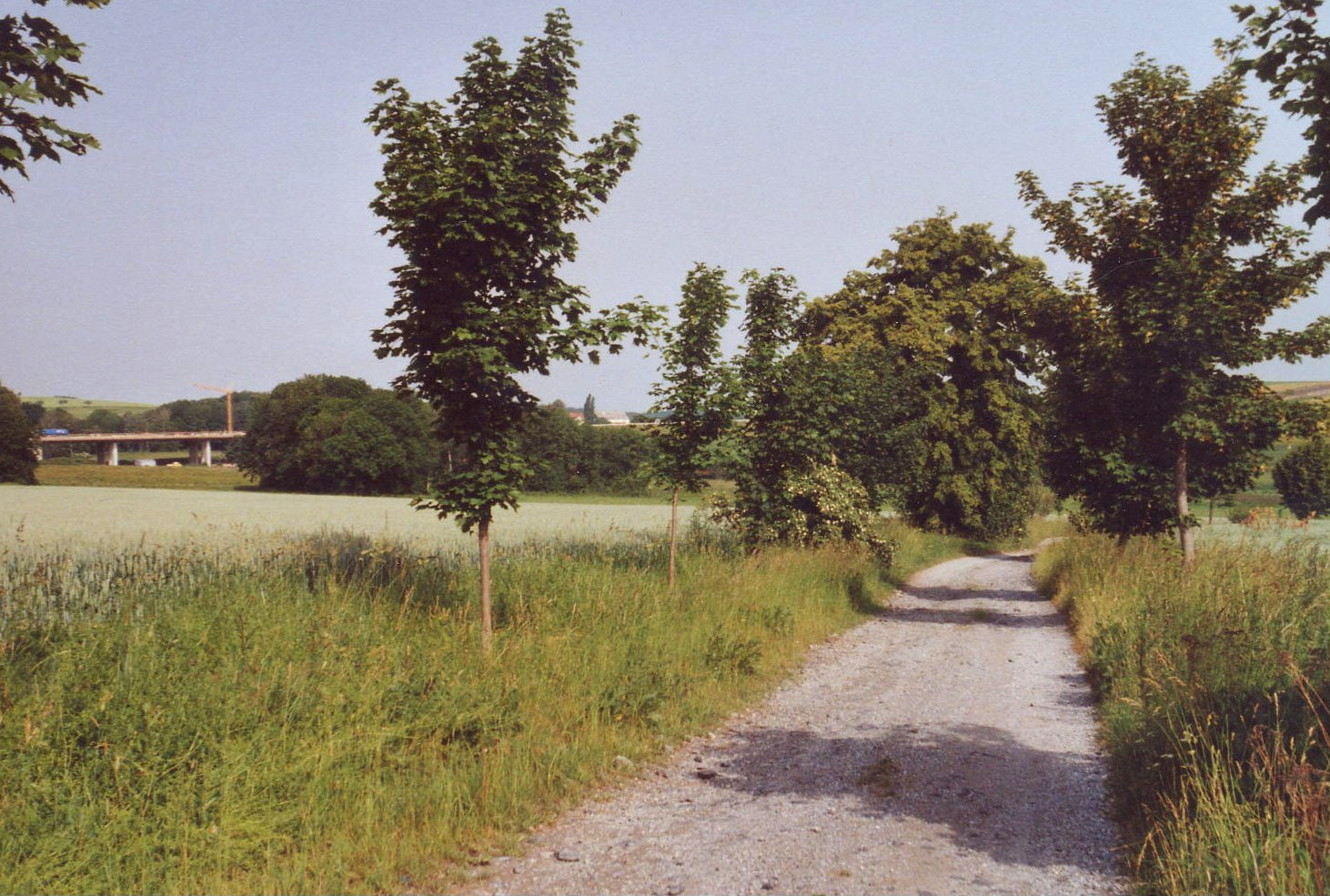
Alte Dresden-Teplitzer Poststraße und Trasse der A 17 bei Göppersdorf
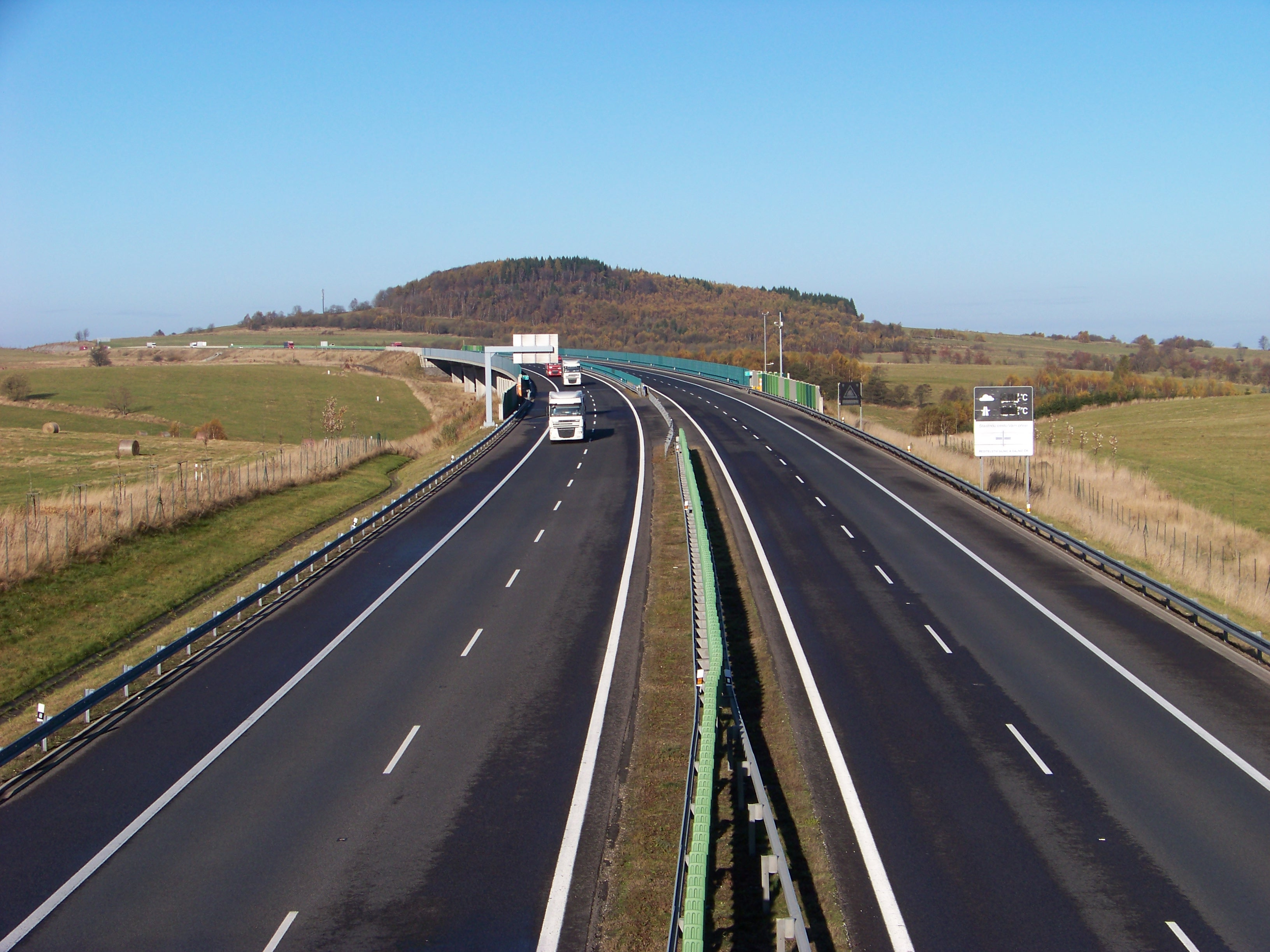
Trasse der Autobahn D8 auf dem Kamm des Osterzgebirges mit dem Špičák u Krásného Lesa im Hintergrund
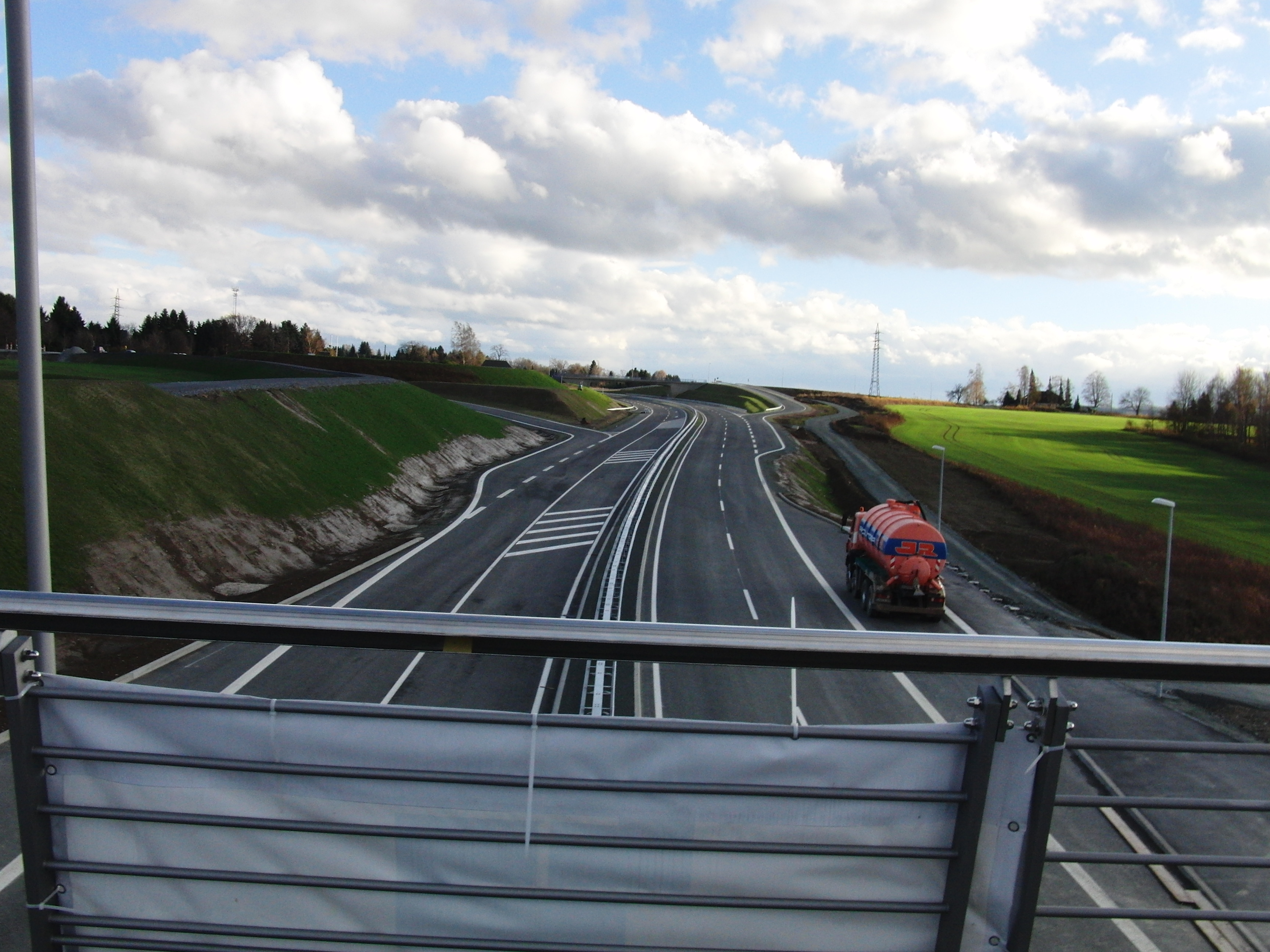
Ausgebaute B174 am Ortsausgang von Chemnitz in Richtung Erzgebirgskamm
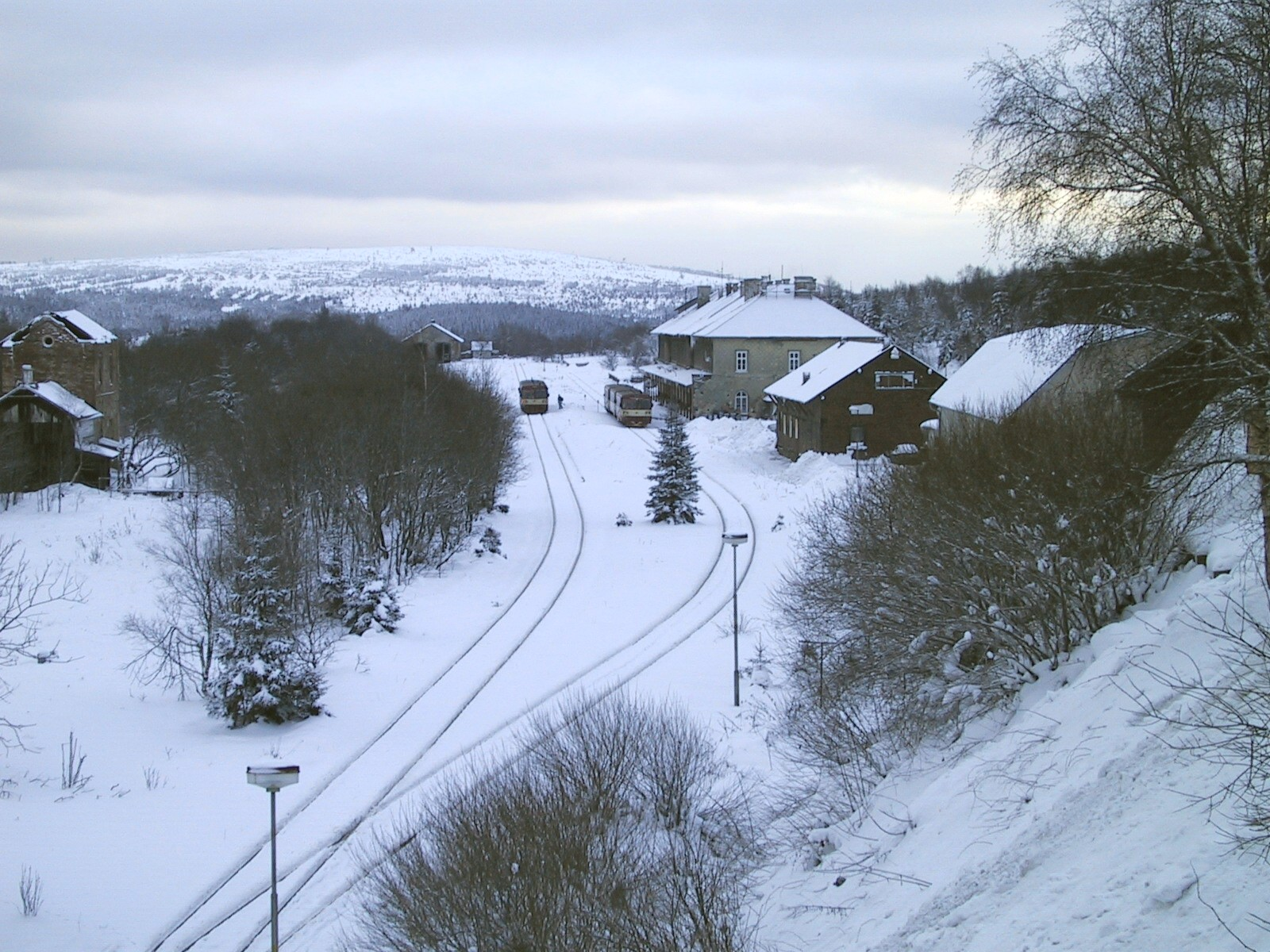
Die Teplitzer Semmeringbahn endet seit 1972 auf dem Kamm im Bahnhof Moldava v Krušných horách
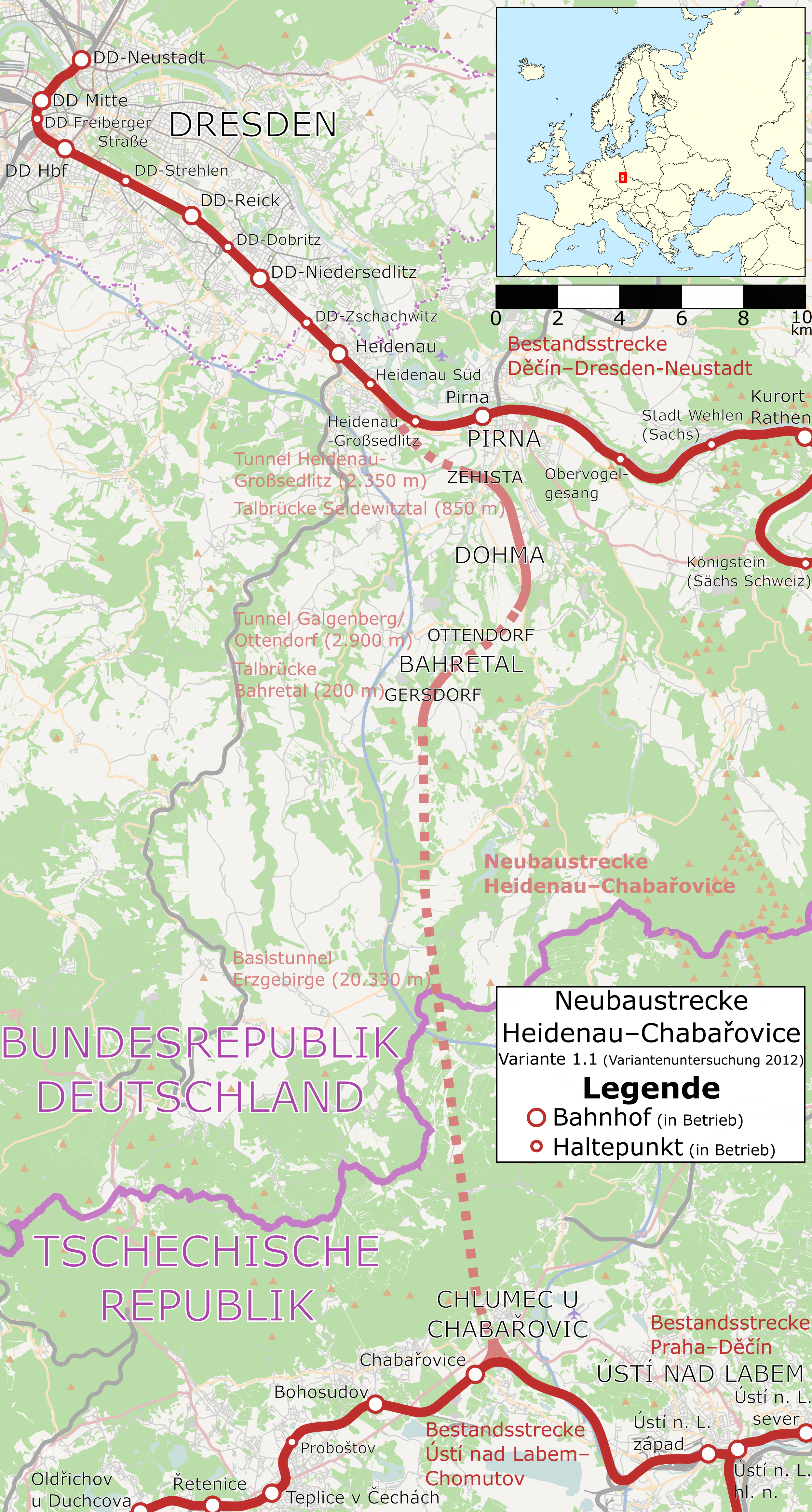
Mögliche Streckenvariante der Bahnneubaustrecke Dresden – Prag mit dem Basistunnel unter dem Osterzgebirge

## Ersterwähnungen von Wegen über das Erzgebirge

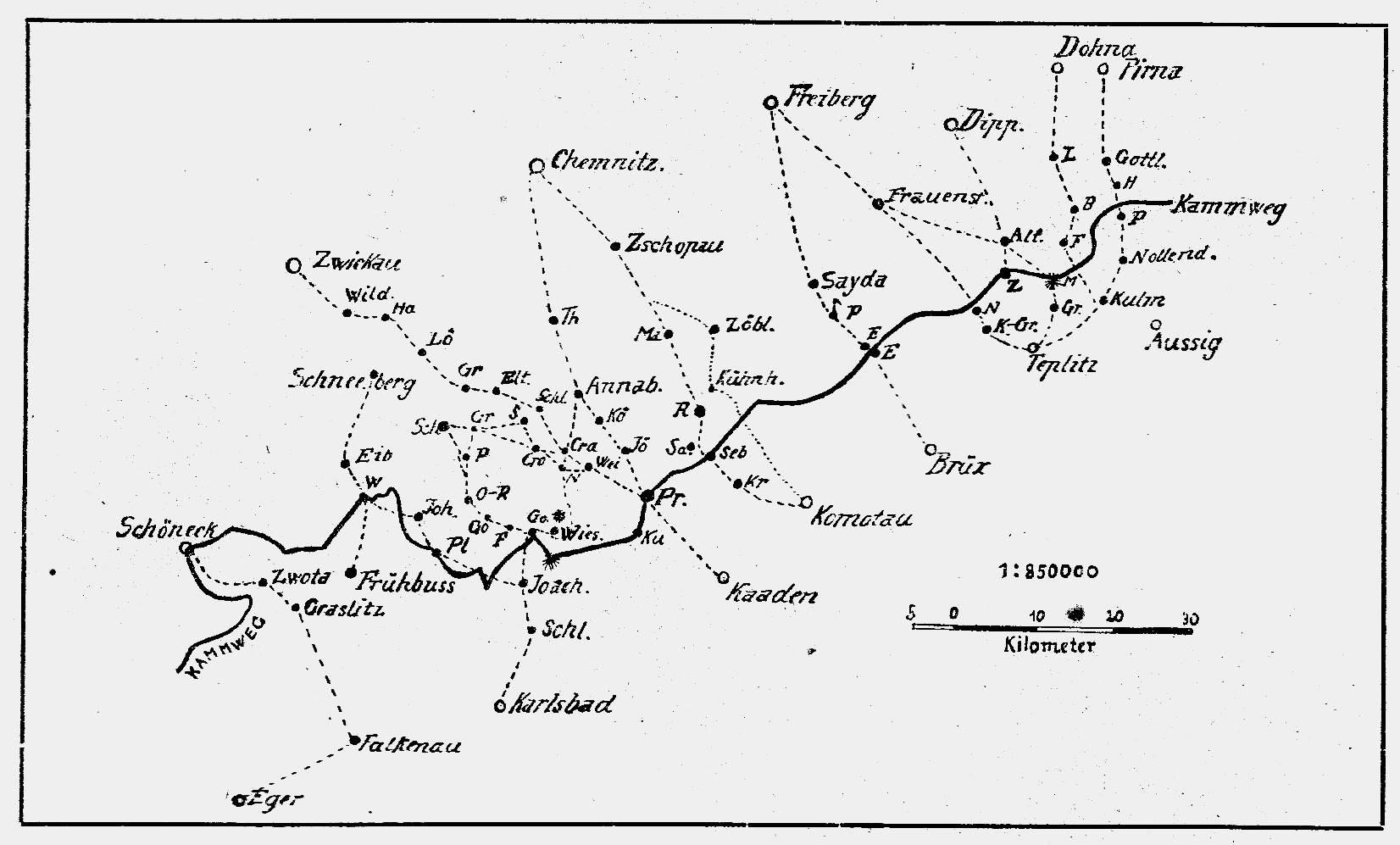
Lage der historischen Erzgebirgspässe auf einer Skizze von 1920

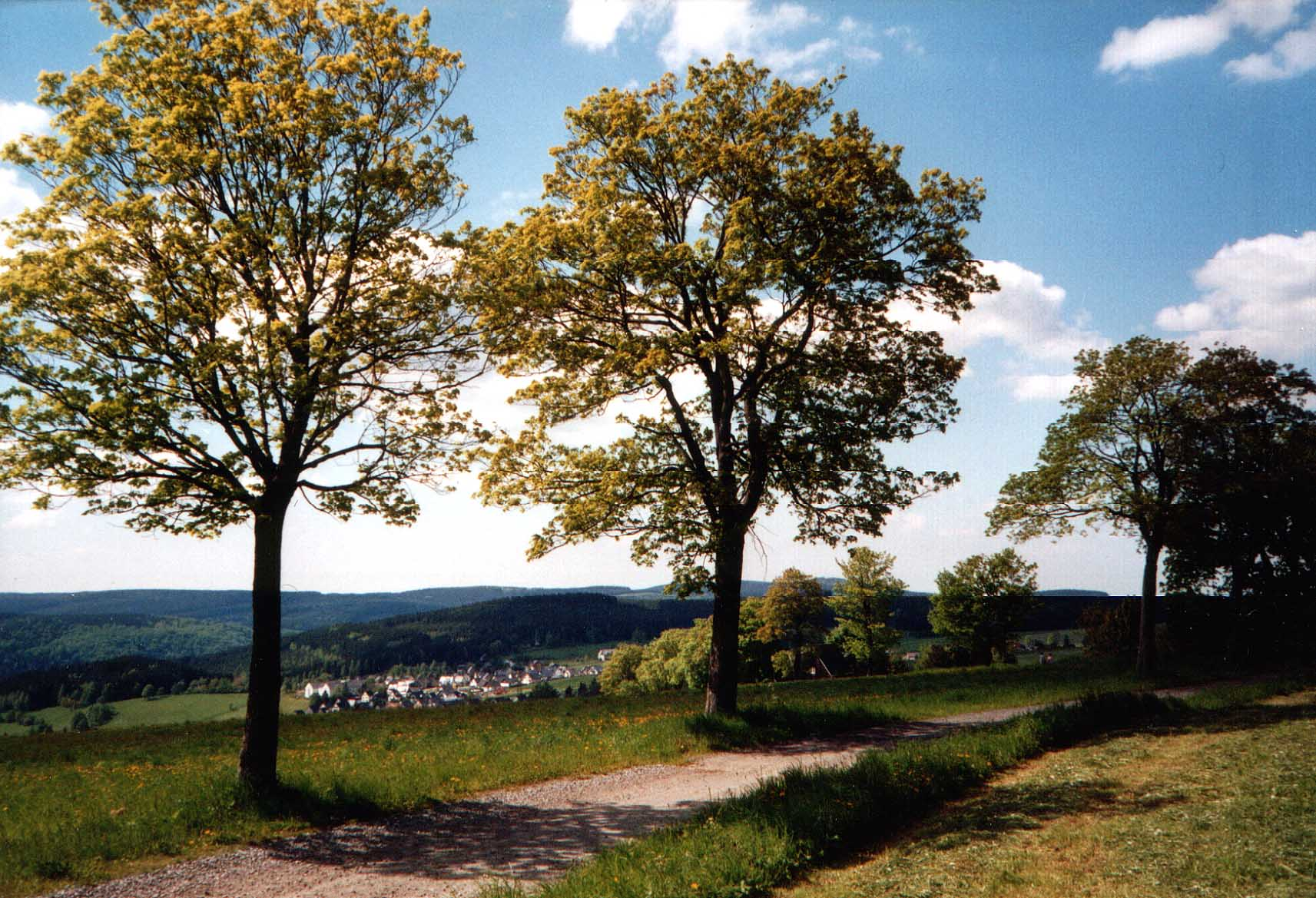
Joachimsthaler Straße bei Breitenbrunn/Erzgeb., ein Nebenweg des Rittersgrüner Passes

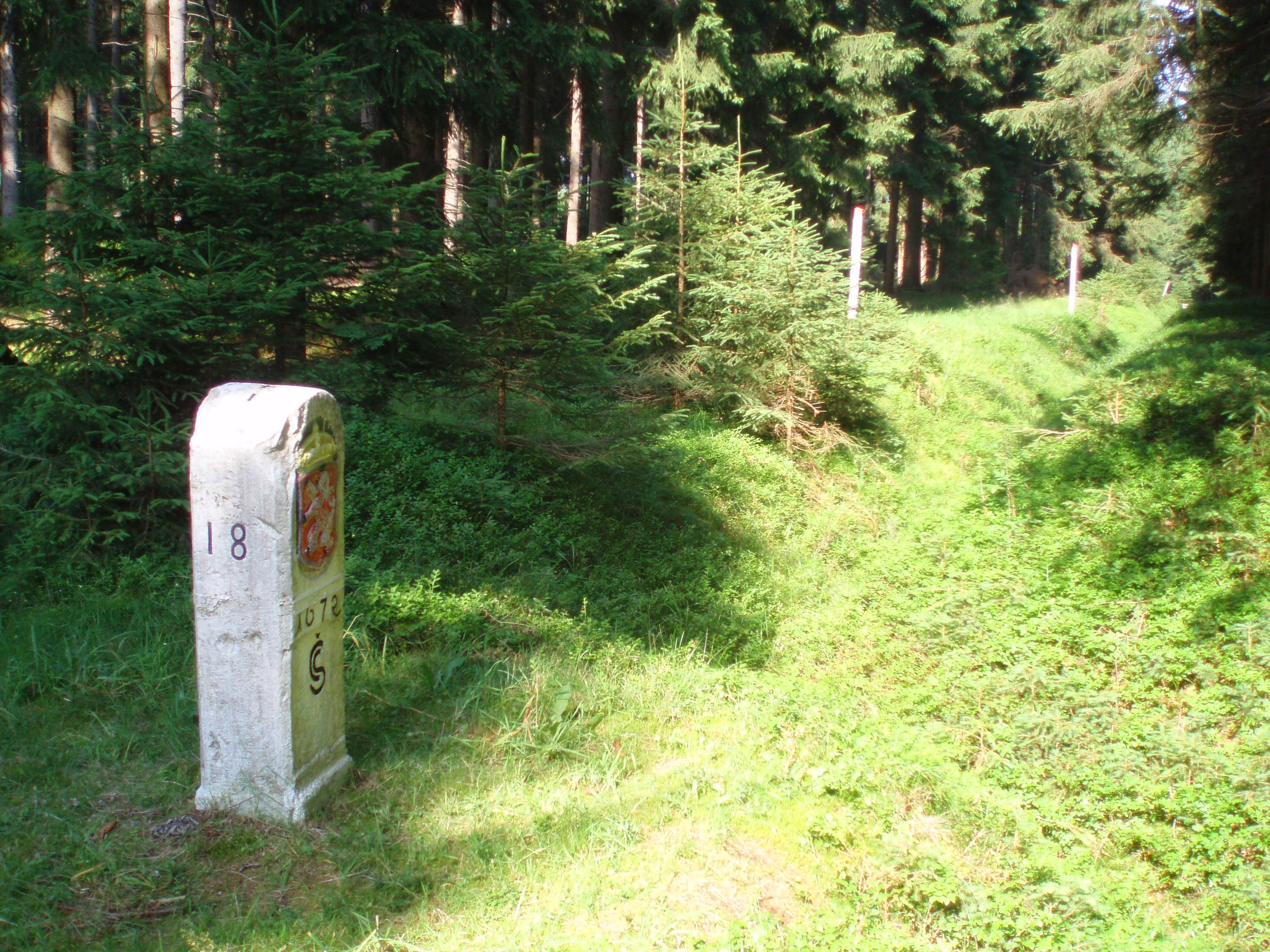
Sächsisch-böhmische Grenze

Die ältesten schriftlichen Quellen belegen lediglich eine direkte Verbindung zwischen Sachsen und Böhmen, ohne das Aussagen zu einer genauen Streckenführung getroffen werden. Sofern aus der Beschreibung der näheren Umstände überhaupt Anhaltspunkte für eine Lokalisierung gewonnen werden können, so deuten sie jedoch bis in die Zeit um 1100 ausschließlich auf eine Nutzung des Kulmer Steigs hin.
- 805: In diesem Jahr ließ Karl der Große den in Böhmen agierenden Herrscher Semela mit drei Heeren angreifen, von denen eins gemeinsam mit den Sachsen über das Warnenfeld und Daleminzien nach Böhmen zog („tertium vero transmisit cum Saxonibus super Hwerenofelda et Demelchion“, Chronicon Moissiacense). Die drei Heere trafen sich an der Eger („ad fluvium qui vocatur Agara“) und anschließend kam es zu Kämpfen an der Burg Canburg.

- 892: Der Würzburger Bischof Arn wurde auf dem Rückweg von einem Heereszug nach Böhmen zusammen mit seinen Gefährten von Slawen überfallen und getötet. Thietmar von Merseburg beschrieb in seiner Chronik etwa hundert Jahre später, dass dies „in pago Chutizi“ geschehen sei. Die genutzte Route und der genaue Ort sind nicht überliefert. Spätere Lokalisierungsvorschläge entbehren einer glaubhaften Begründung. Allerdings verfestigte sich im 19. und 20. Jahrhundert die Anschauung, der Todesort von Arn hätte im Bereich der Chemnitz oder Zschopau gelegen, weshalb das Martyrium Arns häufig als angeblicher Beleg für eine frühe Nutzung der Steige entlang der beiden Flüsse genannt wird. Wesentlich wahrscheinlicher ist jedoch auch hier ein Zug Arns über den Kulmer Steig und sein gewaltsamer Tod im Bereich des Altsiedellandes entlang von Elbe, Mulde oder Pleiße.

- 929/30: König Heinrich I. eroberte die Brandenburg an der Havel und Gana, die Hauptburg der Daleminzier. Anschließend gründete er die Burg Meißen an der Elbe und zog mit sehr hohen Wahrscheinlichkeit über den Kulmer Steig nach Böhmen.

- um 960/970: Der arabische Kaufmann Ibrahim Ibn Jakub reiste im Anschluss an seine Teilnahme an einem Hoftag Kaiser Ottos des Großen in Quedlinburg über Halle, Nienburg (Saale) und das Muldegebiet (Wurzen oder Püchau) nach Prag. Dabei wird unter anderem eine hölzerne Brücke erwähnt, die irgendwo auf der langen Strecke lag. Diese Brücke wurde und wird noch heute häufig mit der Stadt Most in Nordböhmen in Verbindung gebracht und daraufhin angenommen, dass Ibrahim ibn Jaqub über einen der böhmischen Steige ins Böhmische Becken gelangte. Tschechische Historiker und Archäologen konnten jedoch nachweisen, dass diese Gleichsetzung der im Text erwähnten Brücke mit Most keinerlei Grundlage hat und alle archäologischen und historischen Indizien dagegen sprechen. Man kann aufgrund des Textes als einzige Quelle für die Reise nichts Konkretes über die Verbindungen zwischen Mitteldeutschland und dem Böhmischen Becken aussagen. Es ist aber anzunehmen, dass auch Ibrahim ibn Jaqub über den Kulmer Steig reiste.

- 1040: Der meißnische Markgraf Ekkehard II. zog 1040 mit einem Heer über den Kulmer Steig nach Böhmen.
- 1118: Bei der Stiftung einer Kirche in Zwickau durch die mit den Schwarzburgern verwandte Gräfin Bertha wurde unter anderem eine Zollstelle erwähnt. Diese kann als ein indirekter Beleg für die Existenz eines Weges von Leipzig über Zwickau, Grünhain, Weipert (Vejprty) und über den Preßnitzer Pass nach und Kaaden (Kadan) gewertet werden. Urkundlich belegt ist dieser Weg seit 1325.
- 1143: Eine Urkunde belegt die Existenz eines von Altenburg über Waldenburg und Zschopau nach Böhmen führenden Steiges (semita Bohemica)
- 1185: Der Pass über Deutscheinsiedel wird erstmals in einer Urkunde des Markgrafen Otto von Meißen urkundlich erwähnt.[7]

## Historische Pässe, gelistet von Ost nach West

### Nollendorfer Pass
Koordinaten:50° 45′ N, 13° 59′ O
Eine Wegvariante des Kulmer Steiges führte über den Nollendorfer Pass im östlichen Osterzgebirge. Der Fahrweg querte zwischen Fürstenwalde im Westen und Oelsen im Osten die sächsisch-böhmische Grenze und führte über den Steilabfall des Erzgebirges in das böhmische Kulm (Chlumec u Chabařovic) und weiter in das Innere des Königreichs Böhmen.
Der Kulmer Steig wurde nachweislich bereits im 13. Jahrhundert benutzt. Bekannt wurde der Pass durch die Befreiungskriege und die Schlacht bei Kulm und Nollendorf am 29. und 30. August 1813. In Berlin-Schöneberg sind der Nollendorfplatz und die Nollendorfstraße nach dem kleinen Erzgebirgsdorf Nollendorf (Nakléřov) benannt, von dessen heute nicht mehr existierendem Kirchturm der Legende nach Napoleon das Schlachtgeschehen beobachtet haben soll.
Im Jahr 1794 wird von einem Reisenden berichtet, auf der letzten Höhe vor Peterswalde halte ein Schmied nach Reisewagen Ausschau und halte Handwerkszeug bereit, da nach seiner Erfahrung kein Gefährt die schlechte Strecke ohne Schaden zu erleiden nutzen könne.
Von 1913 bis 29. Januar 1944 stand auf der Nollendorfer Höhe ein 21 Meter hoher Aussichtsturm, der die Namen Kaiserwarte und nach 1919 Carl-Weis-Warte trug. Ein Schneesturm brachte ihn zum Einsturz, die Reste wurden um 1950 beräumt.
Der Nollendorfer Pass stand in den letzten beiden Jahrhunderten immer wieder im Fokus der Geschichte. Die Straße spielte 1813 bei der Schlacht bei Kulm eine entscheidende Rolle. Daran erinnert das unmittelbar an der Straße befindliche Kleist-Denkmal (Kleistův pomník). 1936 passierte das olympische Feuer auf seinem Weg von Athen nach Berlin die Passstraße. Ein am Grenzübergang Bahratal aufgestellter Gedenkstein erinnert daran. 1968 nutzte die Rote Armee den Gebirgsübergang, um zur Niederschlagung des Prager Frühlings in die damalige CSSR einzumarschieren.

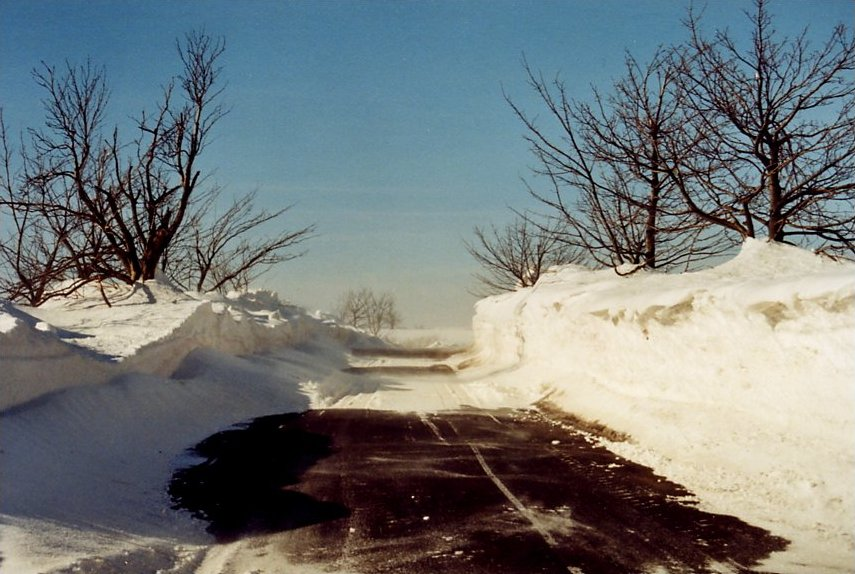
Winter am Nollendorfer Pass (Verbindungsstraße von Peterswald (Petrovice) nach Schönwald (Krasny Les))
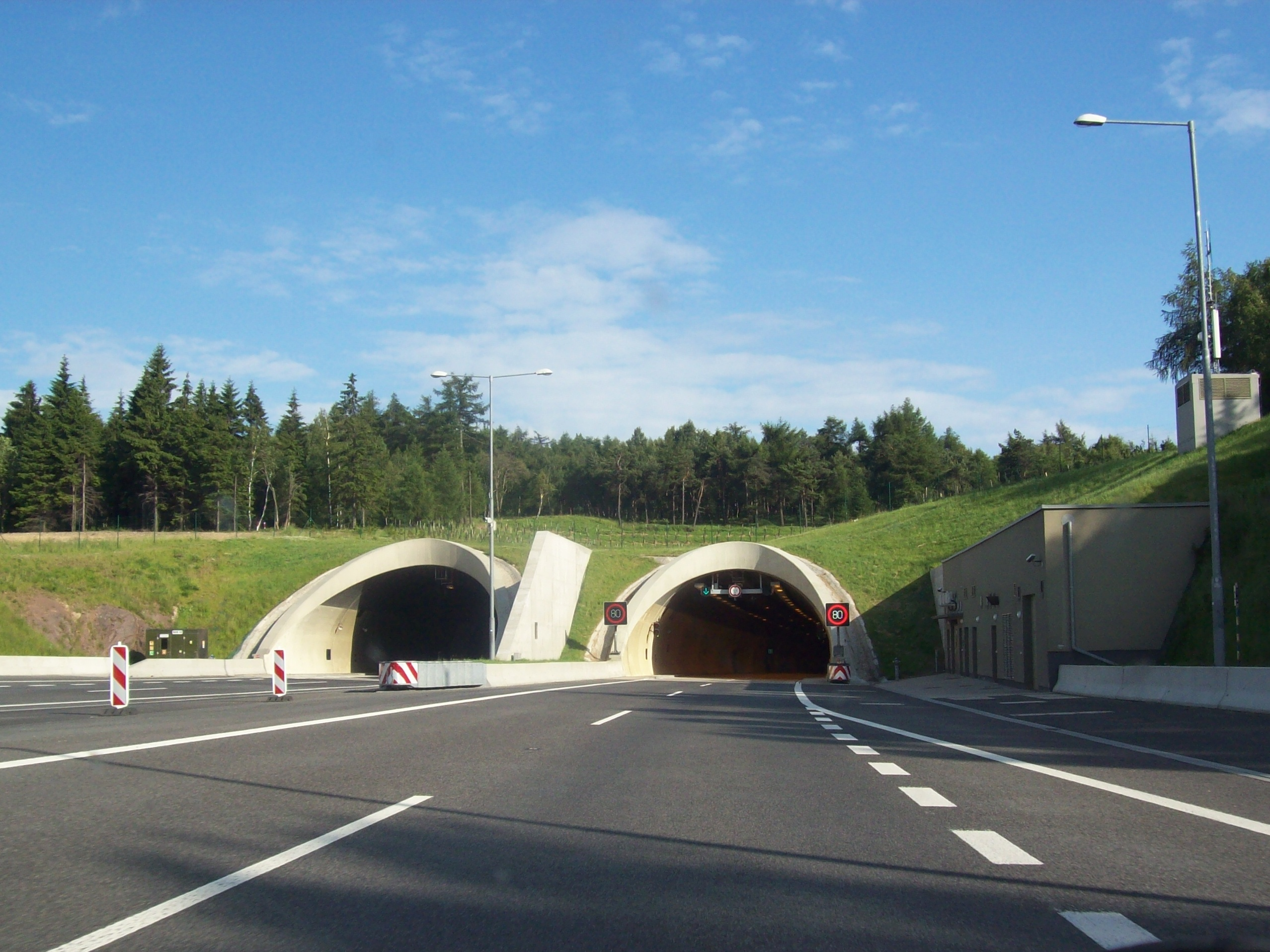
Die A 17 und ihre Fortsetzung Dálnice 8 nutzen den Nollendorfer Pass. Die Straße unterquert dabei die höchsten Erhebungen im Verlauf im Tunnel Panenská
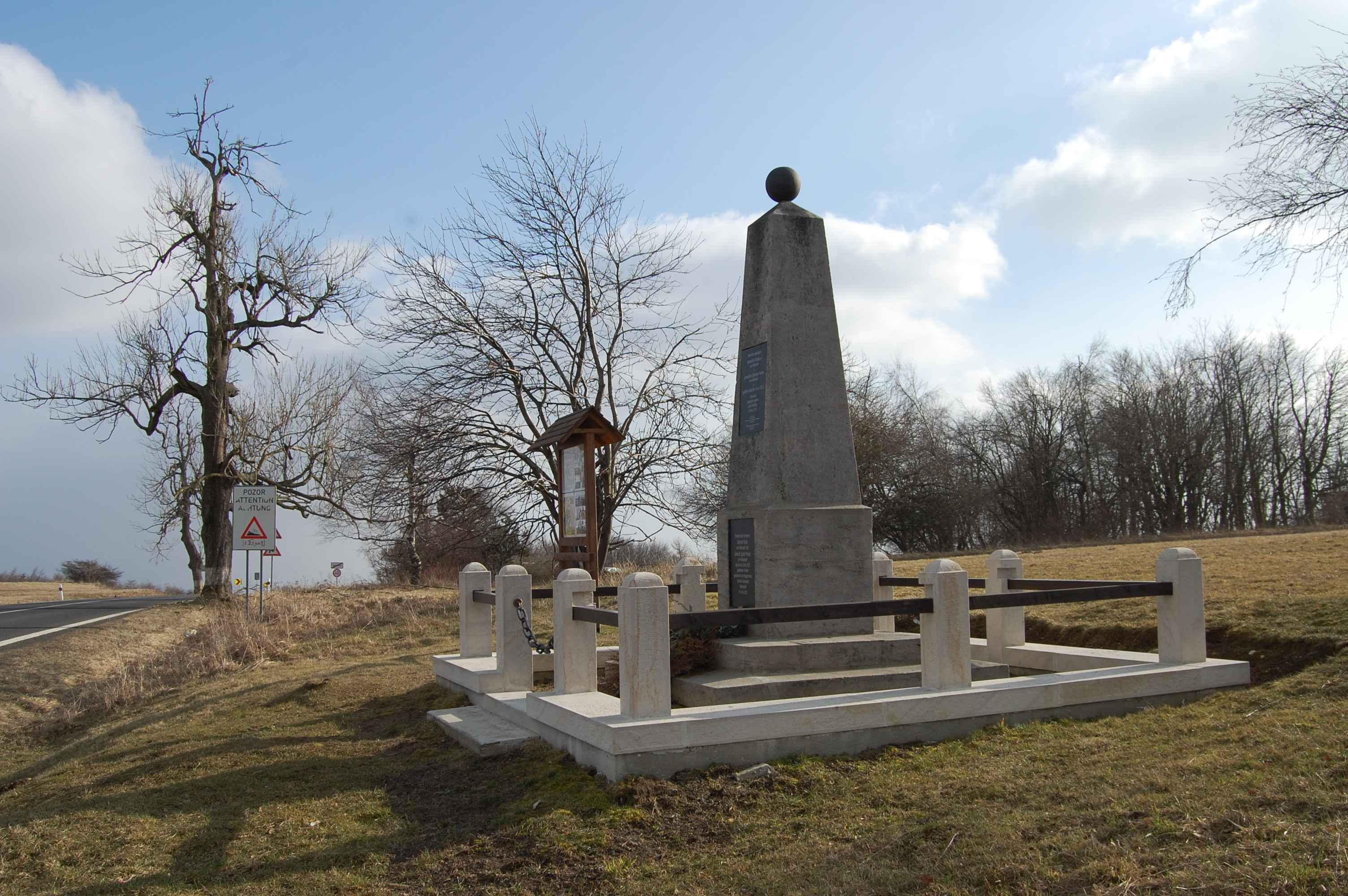
Kleist-Denkmal in Nollendorf (Nakléřov)
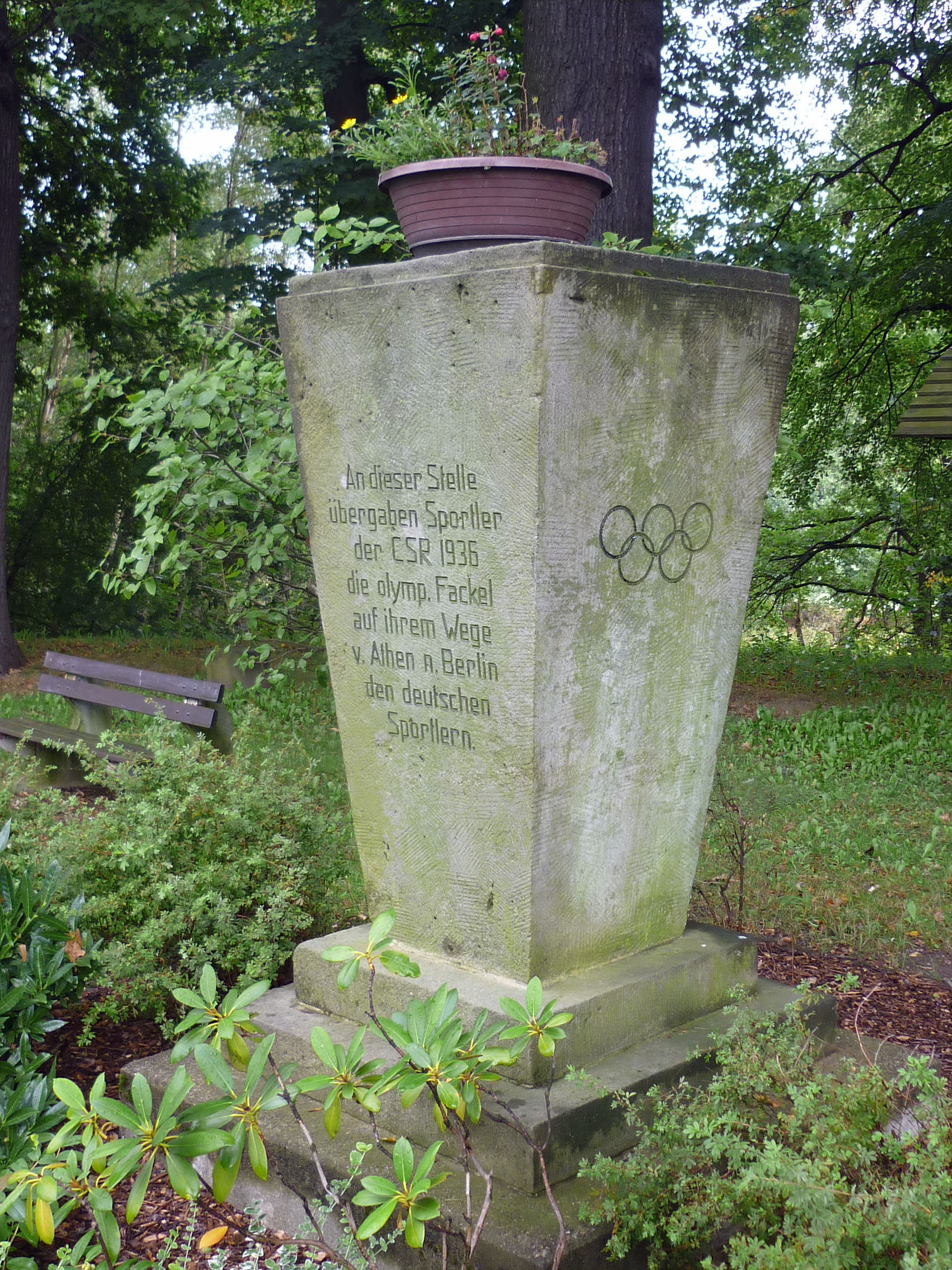
Olympia-Denkmal in Hellendorf

### Pass am Geiersberg
Koordinaten: 50° 42′ N, 13° 53′ O
Der Geiersberger Pass, über den bis 1860 die bekannte Alte Dresden-Teplitzer Poststraße verlief, begann im heutigen Graupener (Krupka) Stadtteil Hohenstein (Unčín). Hier erreichte der Weg von Teplitz (Teplice) kommend hinter dem Kloster Mariaschein (Bohosudov) den Waldsaum. Er führte von dort aus steil ansteigend an der Geiersburg (Kyšperk) und dem vor 1785 errichteten Goldammerkreuz vorbei auf den Osterzgebirgskamm. Dieser wurde etwa 1,5 Kilometer östlich vom Mückenberg (Komáří hůrka) in einer Höhe von etwa 720 m n.m. überschritten. Danach verzweigte sich die Wegeführung. Ein Zweig folgte der ins Elbtal führenden Alten Dresden-Teplitzer Poststraße über das kleine böhmische Dorf Ebersdorf, von dem heute nur noch wenige Reste übrig geblieben sind. Der Grenzübertritt wurde vom Schwarzen Kreuz (ebenfalls bereits vor 1785 errichtet) markiert. Ein anderer Zweig führte westwärts zum Mückenberg und erreichte die von hier nach Freiberg führende Straße. Ein nahe Bobritzsch befindlicher Abschnitt dieser Zinnstraße trägt noch heute den Beinamen Geiersweg.
Die ursprünglich von Hohenstein (Unčín) auf den Kamm führende Geiersbergstraße ist wahrscheinlich in weiten Teilen von Graupener Bergleuten als schmaler Weg in den Fels des südlichen Erzgebirgssteilabfalls gehauen wurden. Darauf weisen noch heute Felsengassen hin, die abseits der jetzigen Trassenführung abschnittsweise erkennbar sind. Der Abstieg über den Geiersberger Pass nach Hohenstein (Unčín) gehörte in der Vergangenheit zu den steilsten und damit risikoreichsten Wegeabschnitten der Erzgebirgspässe. Ein Reisebericht von 1698 vermerkt:

„Das Herabsteigen vom berühmten Geiersberg ist keine Sache, der man flüchtig und schweigend vorbeigeht. So erfahren Sie denn, dass wir angelangt an dem Rande der Abgründe, welche mit heiligen Schreck dem Reisenden Zittern verursachen, anhielten und aus dem Wagen stiegen. Wir setzten uns in die Lehnstühle, welche mehrere Träger das Gebirge hinabtrugen. Ich erwog in Gedanken, welchen Vorteil es haben könnte, sich das Genick zu brechen, während die Träger von einem Stein auf den anderen sprangen.“

Diese topografischen Gegebenheiten dürften für das rasche Veröden der Straße nach dem Ausbau der benachbarten Chausseen zwischen Eichwald (Dubí) und Zinnwald sowie Peterswald (Petrovice u Chabařovic) und Kulm (Chlumec u Chabařovic) zu Beginn des 19. Jahrhunderts verantwortlich sein. Heute wird die Geiersbergstraße nur noch als Forstwirtschafts- und Wanderweg genutzt.

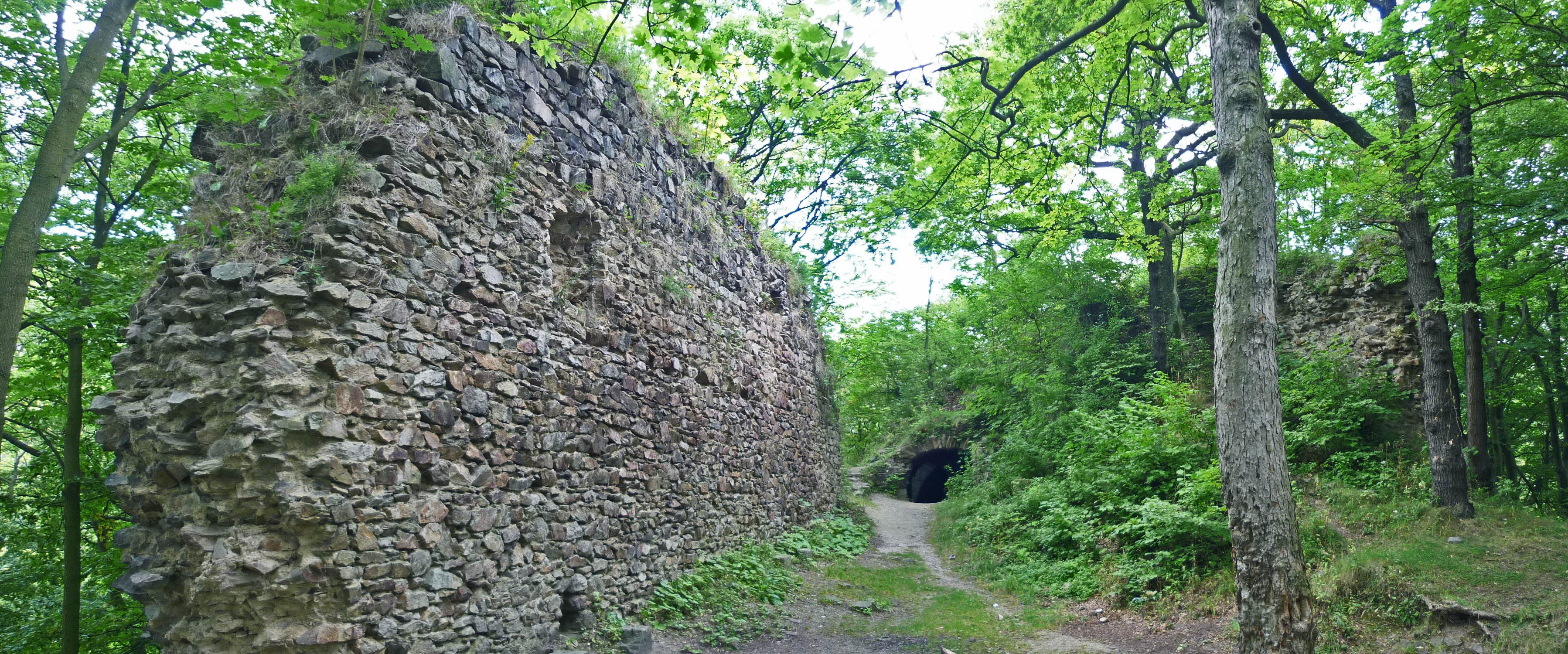
Mauerreste der Geiersburg (Kyšperk) am Südaufstieg zum Pass
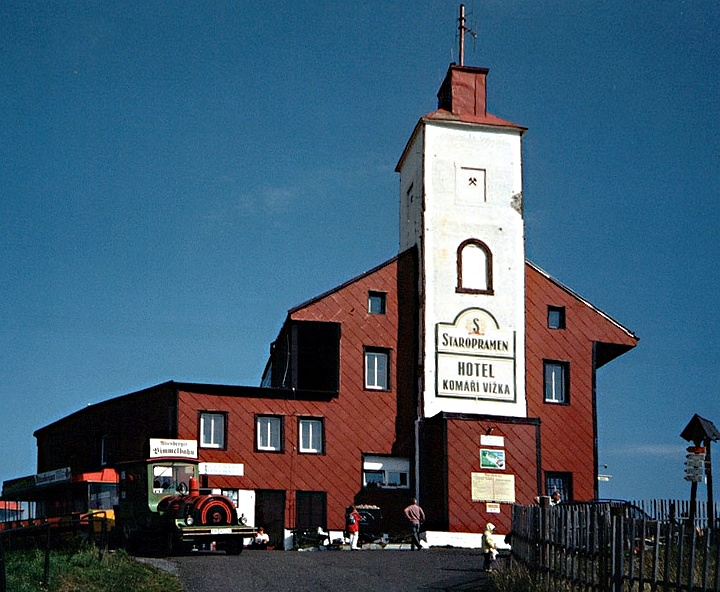
Mückentürmchen auf dem Mückenberg (Komáří hůrka) unweit des Passes
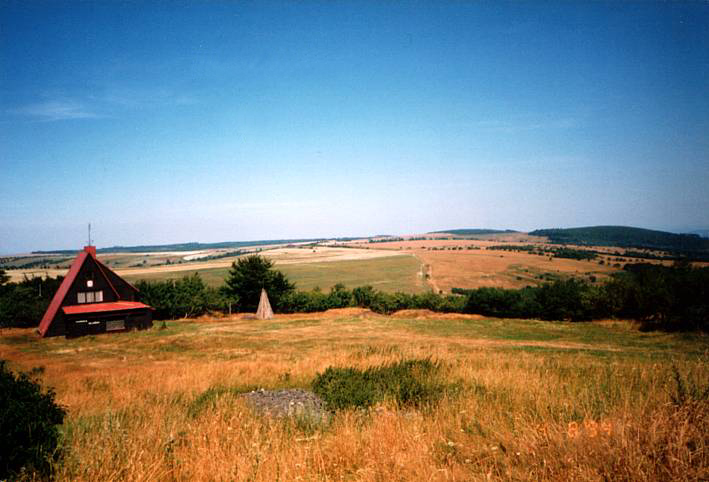
Passstraßenverlauf vom Geiersberg nach Ebersdorf (Habartice u Krupky)
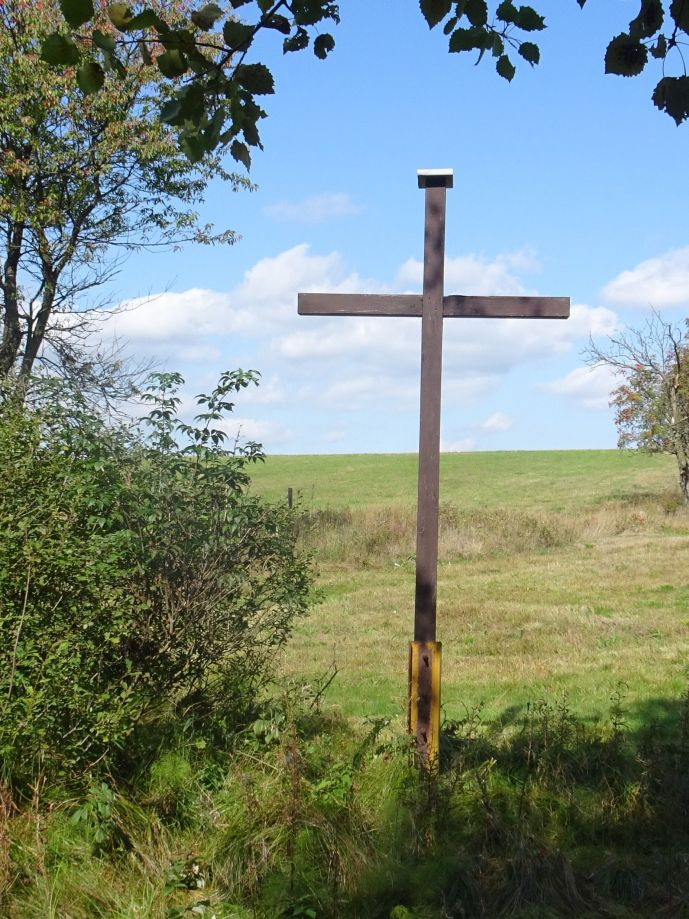
Das Schwarze Kreuz am Grenzübertritt von Sachsen nach Böhmen

### Graupener Pass
Koordinaten: 50° 42′ N, 13° 51′ O

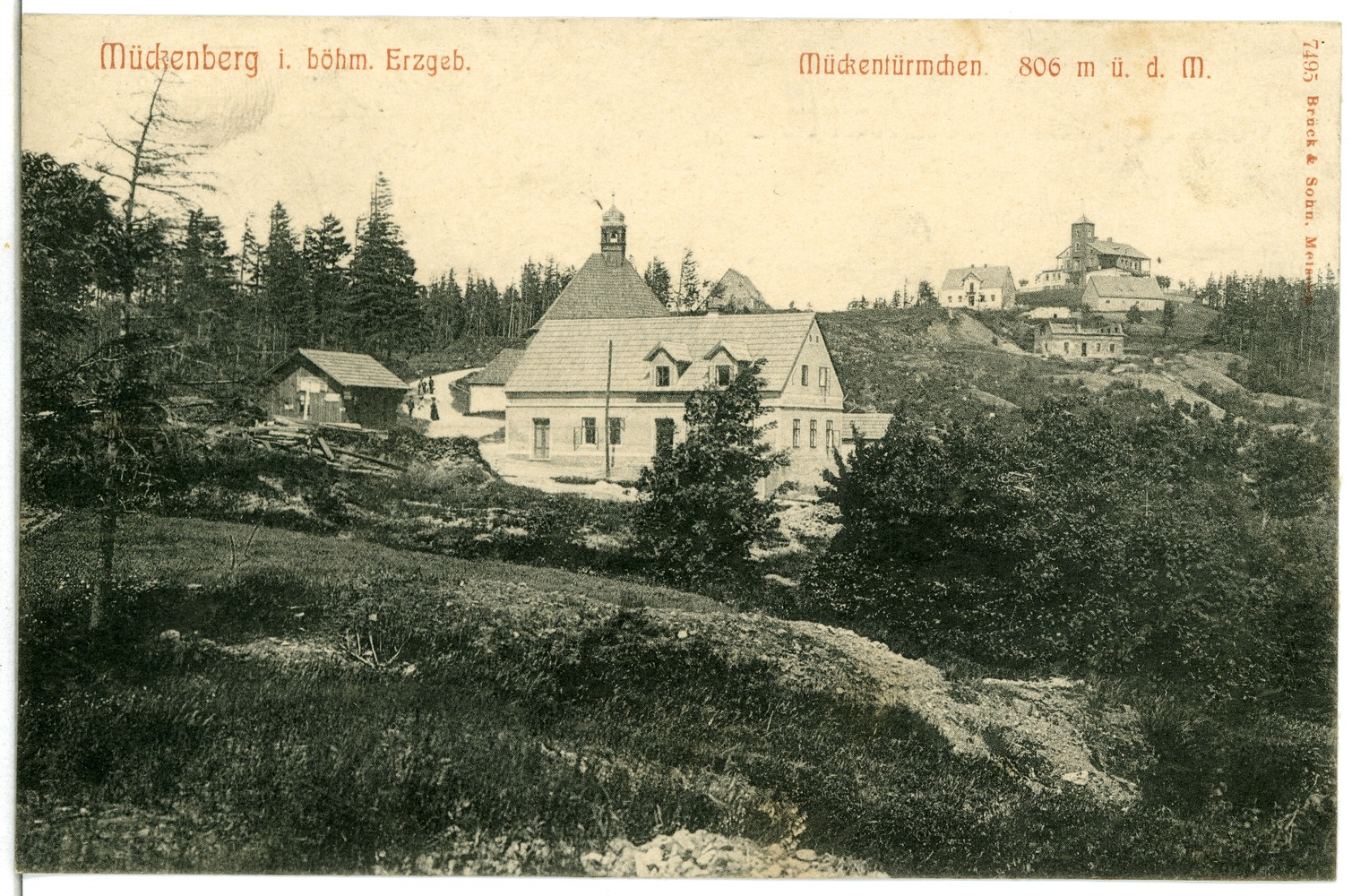
Ansichtskarte von 1906 vom Mückenberg, sowie im Vordergrund Häusern von Obergraupen, vor denen der Passweg vorbeiführt.

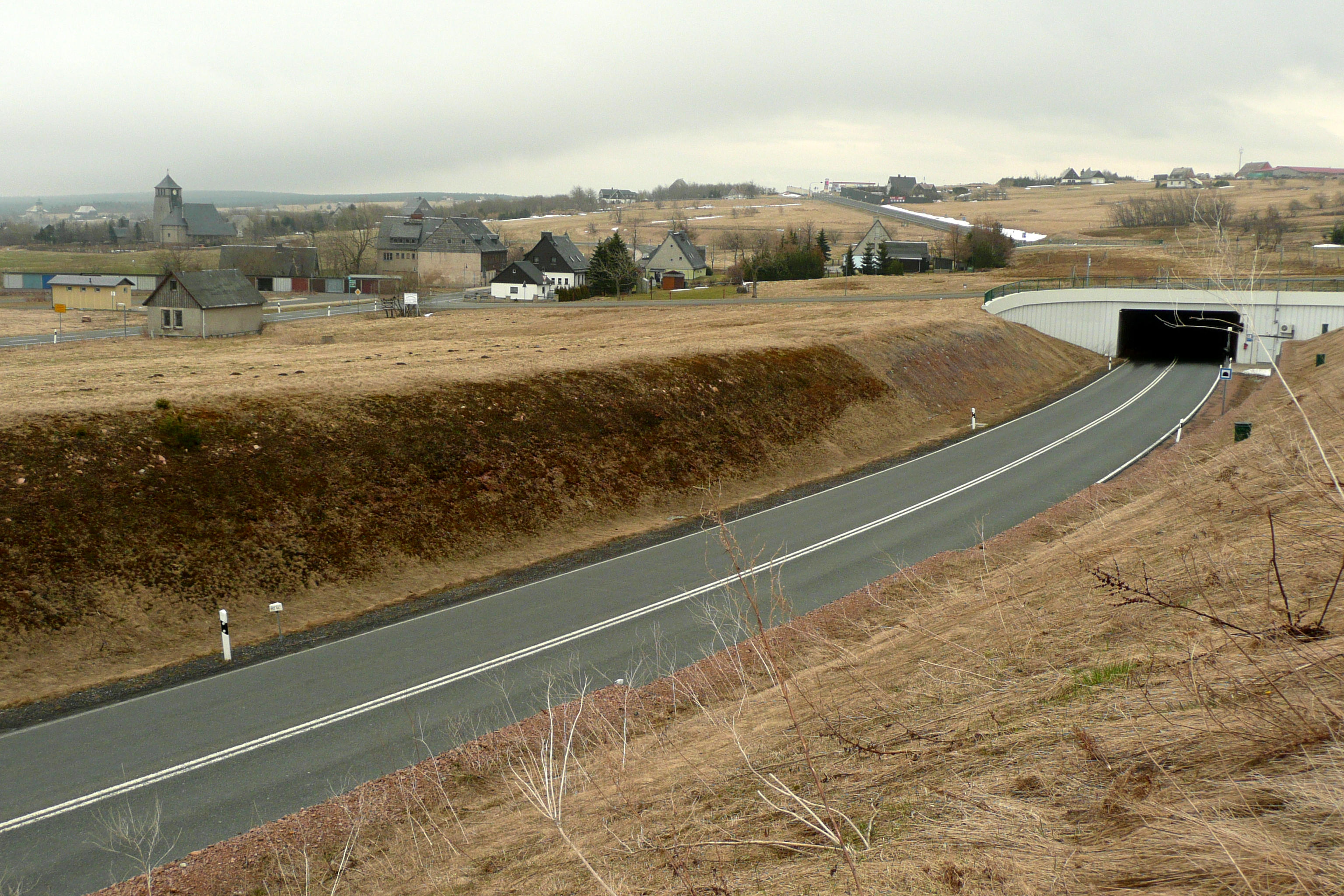
Verlauf der heutigen Bundesstraße 170–Silnice 8 auf dem Gebirgskamm. Im Vordergrund links Zinnwald in Deutschland, hinten links Cínovec in Tschechien.

Der Graupener Pass führt von der Bergstadt Graupen (Krupka) an der Rosenburg (Rosenberg) vorbei nach Obergraupen (Horni Krupka) und erreicht die Hochfläche auf dem Kamm des Osterzgebirges unmittelbar am 808 m n.m. hohen Mückenberg (Komáří hůrka). Die Entstehung dieser Verbindung ist im Zusammenhang mit dem Zinnbergbau zu sehen. Böhmische Bergleute drangen auf der Suche nach neuen Vorkommen wahrscheinlich schon seit Ende des 14. Jahrhunderts über den Gebirgskamm vor und entdeckten um 1440 die bedeutende Altenberger Zinnlagerstätte. Dabei legten sie bei ihrem Vordringen diesen Weg an oder bauten einen bereits bestehenden Pfad aus. Der Graupener Pass wurde z. B. im Juni 1426 in Zusammenhang mit der verlustreichen Schlacht bei Aussig von teilnehmenden Söldnerheeren benutzt. Auf der Nordseite des Gebirges weist der Übergang drei Zugänge auf, was einerseits auf seine hohe Frequentierung und andererseits auf die höhere Bedeutung gegenüber dem eng benachbarten Geiersberger Pass hinweist. Ein Zugang erfolgte vom erzgebirgischen Bergbauzentrum Freiberg kommend über Zinnwald auf der sogenannten Zinnstraße. Der zweite Zugang bestand von Dippoldiswalde und Altenberg kommend auf dem Fürstenweg. Ein dritter Zugang führte von Lauenstein kommend auf den Pass. Dieser Weg war Teil eines mittelalterlichen Pilgerweges, der bis zum 16. Jahrhundert vom Elbtal kommend über Dohna und Liebstadt zum Kloster Mariaschein (Bohosudov) nahe Graupen (Krupka) führte. Nach dem Ausbau der Chaussee zwischen Eichwald (Dubí) und Zinnwald zu Beginn des 19. Jahrhunderts, die heutige Bundesstraße 170 genutzte Verbindung zwischen Dresden und Prag (Praha), verlor der Graupener Pass seine Bedeutung und wurde nur noch als Nebenstrecke benutzt.

### Pass von Klostergrab
Koordinaten: 50° 43′ N, 13° 41′ O

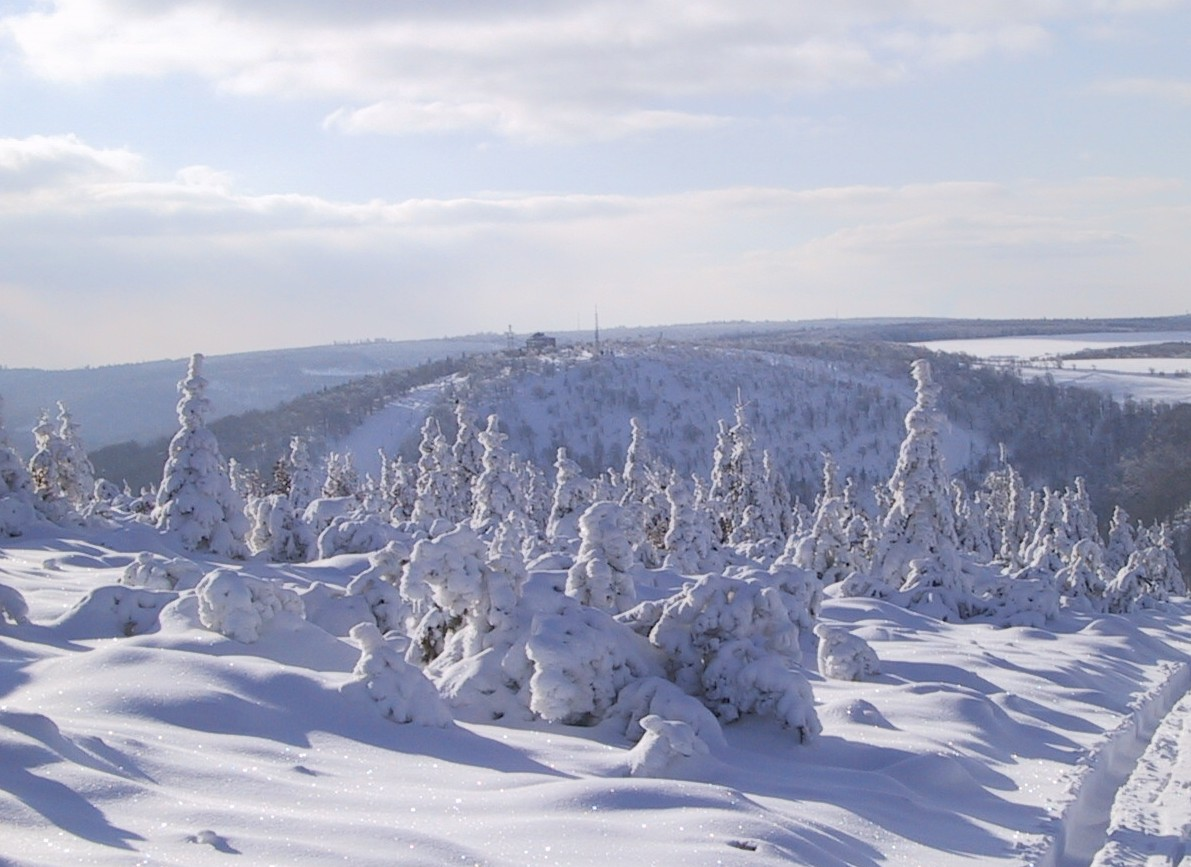
Passstraße über den Stürmer

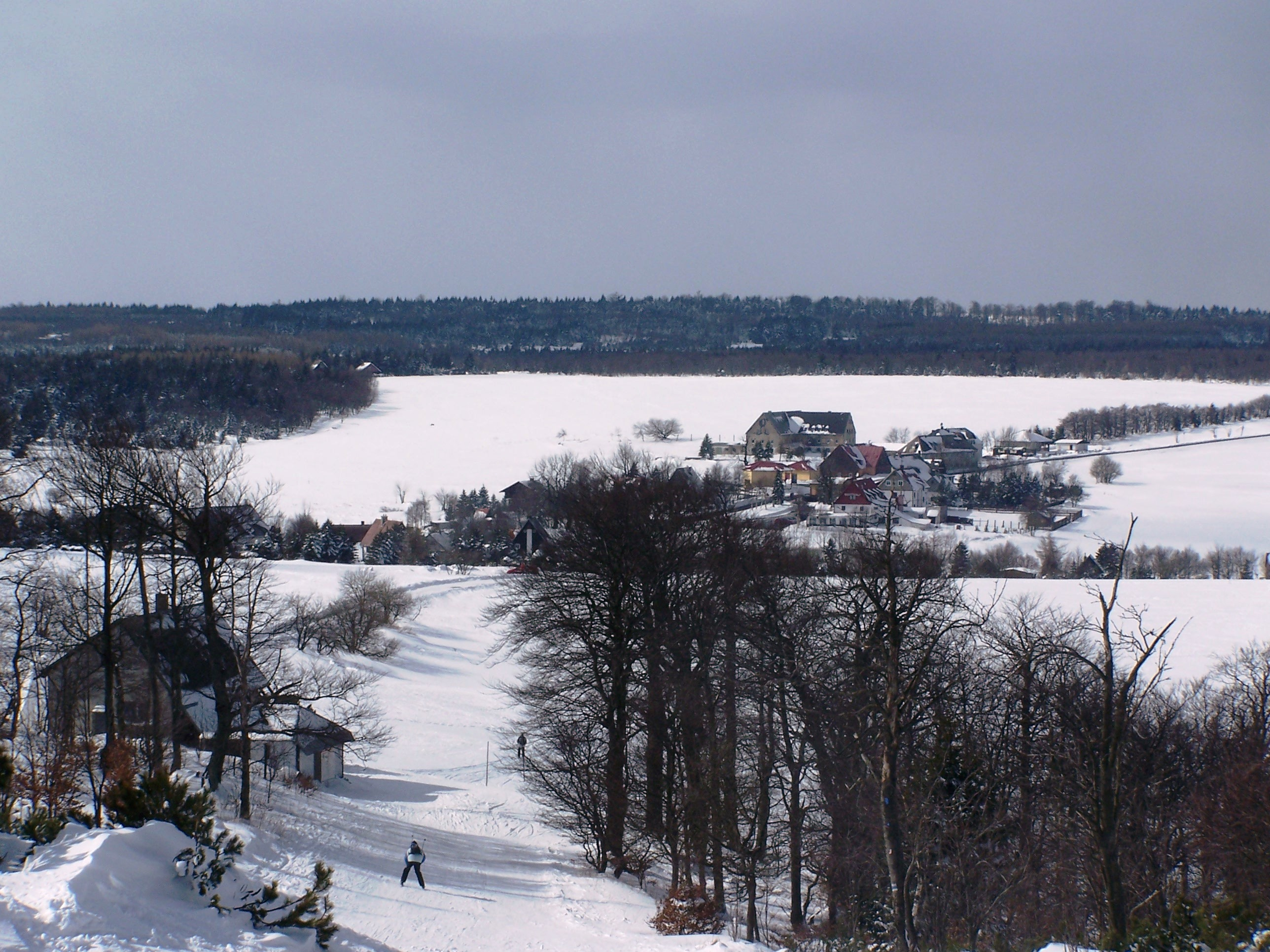
Alte Passstraße bei Neustadt am Stürmer

Über diesen Pass führte die Alte Freiberg-Teplitzer Poststraße. Zwischen den Quellen des Hirschbaches und denen des Holperbaches überschritt sie beim heutigen Altenberger Ortsteil Neurehefeld die Grenze zwischen dem Kurfürstentum Sachsen und dem Königreich Böhmen, wo sich unmittelbar nach der Grenze mehrere Häuser, darunter das einst weitbekannte Gasthaus Fischerhaus, um den 1884 errichteten Grenzbahnhof Moldau (Moldava) gruppieren.
Den Grenzübergang und den jetzigen Ort Neustadt (Nove Mesto) verbindet heute eine asphaltierte Straße über den früheren Glaserberg. Beiderseits davon sind lange Gräben erkennbar, die Reste des alten Straßenverlaufes sind. Neustadt (Nove Mesto) befindet sich fast auf der höchsten Stelle der im Süden herausgehobenen Pultscholle des Erzgebirges. Von hier aus gelangt man heute auf sehr abschüssiger Straße nach Niklasberg (Mikulov). Diese Straße wurde erst im letzten Drittel des 19. Jahrhunderts neu angelegt, da sich deren alter Verlauf als zu steil und besonders bei der Schneeschmelze als kaum passierbar erwiesen hatte. Von Niklasberg (Mikulov) gelangt man im Bourlivec-Tal nach Klostergrab (Hrob). In den früheren Jahrhunderten scheint jedoch die kürzere Verbindung über den 869 m hohen Stürmer (Bouřňák) bevorzugt worden zu sein. Westlich der heutigen Verbindungsstraße zwischen Neustadt (Nove Mesto) und dem Bergplateau befindet sich auf längeren Strecken ein unübersehbarer, etwa 2 bis 3 m breiter, ausgefahrener Graben. Nach dem Geländebefund wurde der Steilabbruch des Erzgebirges rund 300 m westlich des Gipfelplateaus und als Fortsetzung dieses Grabens überwunden. Dort befinden sich mehrere, bis zu etwa 6 m tiefe, gestaffelte und nach Süden gerichtete Hohlwege. Dabei handelt es sich um Überreste der jahrhundertealten Passstraße nach Klostergrab (Hrob) und weiter nach Teplitz (Teplice).
1884 wurde die über den Pass von Klostergrab führende Bahnverbindung Nossen–Moldau (Moldava) und weiter nach Brüx (Most) erstmals befahren. Der grenzüberschreitende Verkehr wurde aber 1945 eingestellt, wohl auch, weil der Bahnkörper durch die Befahrung sowjetischer Panzer beim Vormarsch Richtung Prag (Praha) unbrauchbar geworden war. 1972 wurden der Abschnitt zwischen Holzhau und Hermsdorf-Rehefeld stillgelegt und die Gleisanlagen später rückgebaut.
Ein Wiederaufbau der grenzüberschreitenden Verbindung war seit 1990 immer wieder in der Diskussion. Wegen hoher Kosten und fehlendem politischen Willen scheiterte das insbesondere dem Tourismus dienende Vorhaben bislang.

### Pass von Sayda über den Deutscheinsiedler Sattel
Koordinaten: 50° 38′ N, 13° 29′ O

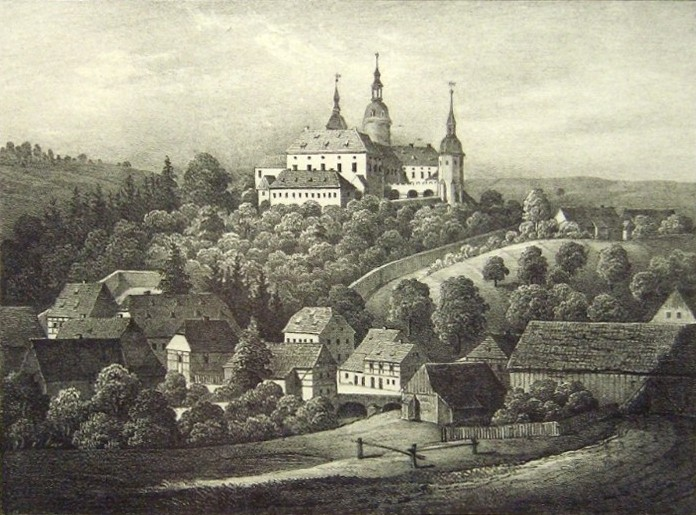
Neuhausen: Schloss Purschenstein, ehemalige Zoll- und Geleitsburg

Über die bereits 1250 als oppidum urkundlich erwähnte, 680 m ü. NN hoch gelegene ehemalige Rast- und Zollstelle Sayda und den mit 720 m ü. NN nur wenig höher gelegenen und damit vergleichsweise flachen Gebirgssattel bei Deutscheinsiedel führte im Mittelalter die alte Handelsstraße Leipzig – Prag (Praha). Dabei passierte sie Wurzen, Leisnig und Oederan, bevor sie über Sayda die Grenze bei Böhmisch-Einsiedel (Mníšek) erreichte. Die hier befindliche Zollstätte von Brüx (Most) erreichte auch eine Querverbindung von Marienberg aus. In Böhmen führte der weitere Verlauf über Ossegg (Osek) nach Brüx (Most) und weiter ins Landesinnere.
Geschützt wurde dieser Alte Böhmische Steig, wie der Pass von Sayda auch genannt wurde, u. a. durch die Zoll- und Geleitsburg Purschenstein am rechten Ufer der Flöha, welche später Sitz eines Amtmannes war. Die Stadt Sayda gehörte ab 1300 zur Markgrafschaft Meißen und gelangte nach der Leipziger Teilung von 1485 als böhmisches Lehen in den Besitz der Wettiner. Zu dieser Zeit hatte der Gebirgsübergang seine Bedeutung als Handelsweg aber bereits zugunsten der benachbarten Pässe verloren. Zwar ist überliefert, dass der Weg 1555 in Sayda selbst sechs Ellen tief ausgefahren war, was auf die frühere Bedeutung hinweist. Gleichzeitig förderten landesherrliche Anweisungen im östlichen Erzgebirge seit 1318 eine Wegführung über das benachbarte Freiberg, sie besagten …daß nirgends Wagen nach Böhmen fahren sollten außer über die Stadt Freiberg. In späteren Jahren, insbesondere im Siebenjährigen Krieg und in den Befreiungskriegen wurde der Pass von Sayda mehrfach von Heeresverbänden benutzt, die wiederholt die Stadt ausplünderten.
Nach Inbetriebnahme einer Bahnverbindung von Pockau nach Olbernhau in Sachsen forderten die Gemeinden im Schweinitztal zwei Jahre darauf einen Eisenbahnanschluss. Vorerst wurde dieser aus wirtschaftlichen Gründen abgelehnt, jedoch ab 1908 erneut diskutiert, mit der Idee seitens Österreich-Ungarns, eine Strecke über Deutschneudorf hinaus über den Deutscheinsiedler Sattel bis in das böhmische Braunkohlerevier um Oberleutensdorf (Litvínov) zu errichten. Von sächsischer Seite wurde auch dies abgelehnt, 1913 jedoch eine Konzession für eine Strecke Olbernhau–Deutschneudorf erteilt. Durch verschiedenste Hindernisse konnte diese erst 1927 in Betrieb genommen werden. Das ursprüngliche Projekt einer Verbindung bis nach Litvínov wurde 1931 vorläufig zurückgestellt und später mangels Bedarfs nicht wieder aufgegriffen.
Zu DDR-Zeiten wurden mit der Erdgasleitung Nordlicht der RWE Transgas (1972) und der Chemieproduktenleitung Böhlen – Oberleutensdorf (Litvínov) zwei weitere ökonomisch bedeutsame Infrastrukturleitungen über diesen Sattel geführt. Die Straßenübergänge Deutschneudorf und Deutscheinsiedel blieben jedoch nach 1945 geschlossen. Seit 2002 ist der Übergang von Deutscheinsiedel nach Böhmisch-Einsiedel (Mníšek) wieder für Kraftfahrzeuge benutzbar, seit 2007 auch der von Deutschneudorf.

### Reitzenhainer Pass
Koordinaten: 50° 33′ N, 13° 14′ O

Zschopau samt Handelsweg auf einer Karte aus dem 16. Jahrhundert. Süden ist in dieser Ansicht rechts.

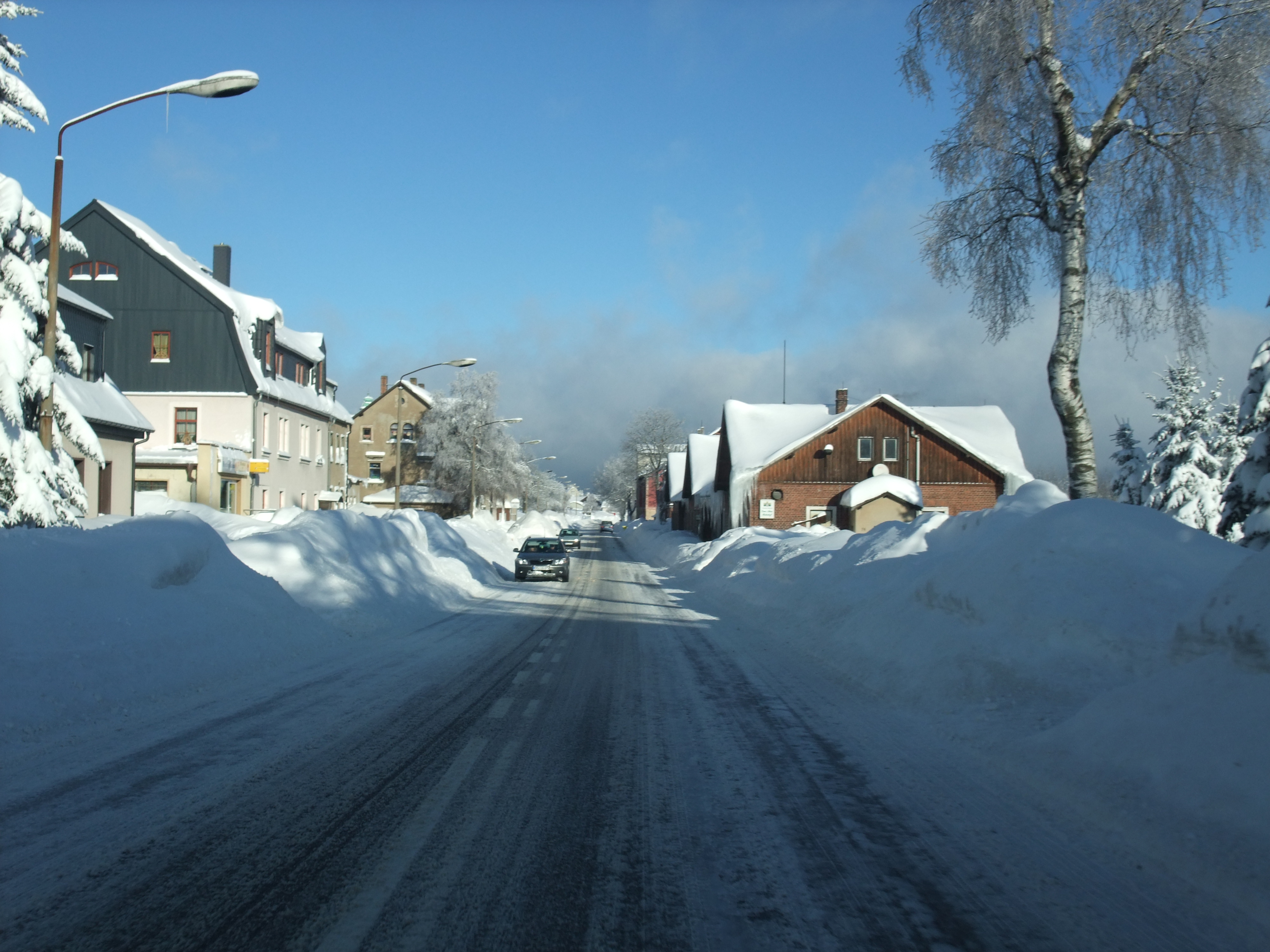
Winterliche Straßenverhältnisse auf der heutigen Bundesstraße 174 in der Ortslage Reitzenhain (2010)

Über den Reitzenhainer Pass führt eine der alten, von Halle (Saale) über Leipzig und Chemnitz kommenden Salzstraßen weiter nach Komotau (Chomutov) und Prag (Praha). Sie diente vorrangig dem Salzhandel und -transport nach Böhmen und in die südlich liegenden Donauländer und wurde auch als Hohe, Reitzenhainer oder Böhmische Straße bezeichnet. Ursprünglich führte der Pass von Zschopau über Zöblitz, Kriegwald, Platten nach Komotau. Nach der 1521 erfolgten Gründung von Marienberg wurde der Straßenverlauf über diese neue Bergstadt und Kühnhaide verlegt, bis sich letztendlich der Straßenverlauf über das neugegründete Grenzdorf Reitzenhain dauerhaft durchsetzte. Etwa zwei Kilometer nordwestlich des Ortes weist ein Gedenkstein mit der Inschrift An der einstigen Umspanne 1400–1823 auf die ehemals vorhandene Pferdewechselstation hin. Die Passhöhe der heutigen Straßenführung befindet sich zwischen Reitzenhain und Sebastiansberg (Hora Svatého Šebestiána) auf etwa 840 m n.m. Der Pass ist damit einer der niedrigsten im zentralen Erzgebirge. Seine nördliche Zufahrt stellt heute die Bundesstraße 174 dar. Der Grenzübergang Reitzenhain selbst war nach Ende des Zweiten Weltkrieges bis zum Oktober 1978 gesperrt. Mitte der 2000er Jahre wurde der Grenzübergang für den gesamten Verkehr geöffnet. Damit einher ging ein starker Anstieg des Schwerlastverkehrs. So ergab eine Verkehrszählung im Jahr 2015, dass einzelne Abschnitte der Strecke von mehr als 1.800 LKW täglich befahren werden.

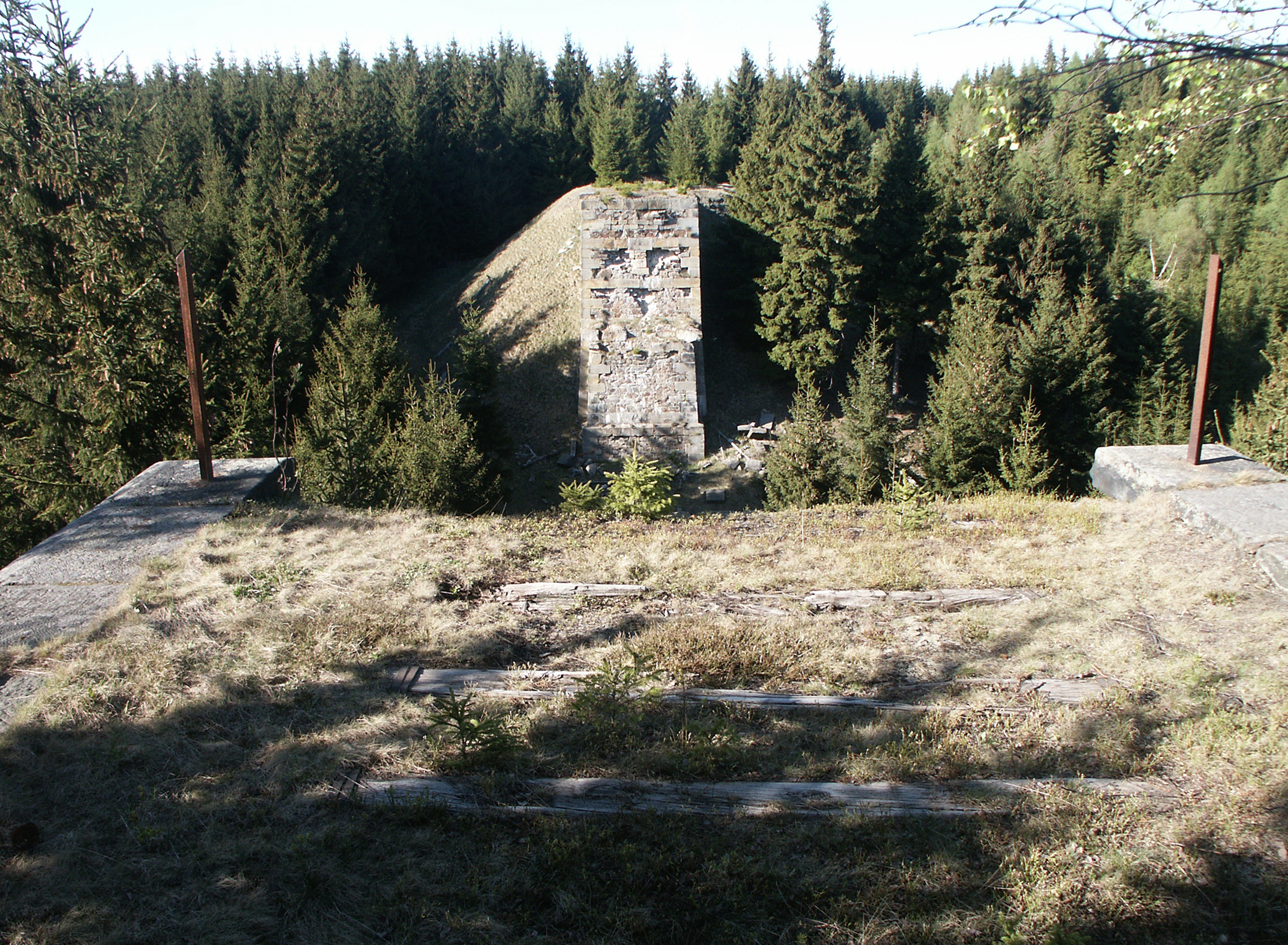
Abgebaute Brücke der Bahnstrecke über den Reitzenhainer Pass nahe Hora Svatého Šebestiána

Seit 1872 existiert eine von Komotau (Chomutov) ausgehende Eisenbahnverbindung über Krima (Křimov) nach Weipert (Vejprty) mit Anschluss ins sächsische Annaberg-Buchholz.
Ausgehend vom Bahnhof Krima wurde drei Jahre später eine Schienenverbindung nach Reitzenhain über den gleichnamigen Pass mit Weiterführung nach Flöha in Betrieb genommen. Aufgrund völlig veränderter politischer Verhältnisse fand nach 1945 kein grenzüberschreitender Verkehr mehr statt. 1972 wurde der tschechoslowakische Streckenteil dieser Verbindung über den Reitzenhainer Pass stillgelegt und an Stelle der Eisenbahngrenzbrücke und des dortigen Bahnkörpers folgend der Straßengrenzübergang errichtet. Zwischen 1985 und 1987 wurden dann auch sämtliche Gleisanlagen rückgebaut. Die Gleisanlagen des Streckenteils Reitzenhain–Marienberg auf deutscher Seite wurden 2013 rückgebaut, um später einen Bahntrassenradweg anzulegen. Dieser sollte ursprünglich 2020 fertiggestellt werden, doch die Planungen verzögerten sich deutlich. Erst im August 2023 wurde der erste Bauabschnitt von der Landesdirektion Sachsen genehmigt.[veraltet]

### Preßnitzer Pass
Koordinaten: 50° 28′ N, 13° 8′ O
Der Preßnitzer Pass (792 m über NN) stellt eine der ältesten Pfadanlagen dar, die aus dem Zentrum Mitteldeutschlands über den dichten Grenzwald nach Böhmen führte. Er befindet sich an der alten Straße von Preßnitz nach Pleil/Pleyl (Černý Potok). Rechts von der höchsten Stelle der Passstraße befindet sich das „Husarengrab“ (Hrob Chorvatu), ein wohl zum Gedenken an gefallene Soldaten aufgerichteter Stein, auf dem nur noch schlecht die Jahreszahl 1635 zu lesen ist. Der Weg wird zusammen mit der Stadt Preßnitz im Jahr 1335 erstmals urkundlich erwähnt: „via que ducit de oppido Presnitz“
Sein ursprünglicher Verlauf ging von Halle (Saale) kommend über Altenburg, Zwickau, Hartenstein, Grünhain und Zwönitz nach Schlettau. Hier wurde die obere Zschopau gequert. Anschließend führte der Weg über Kühberg am Blechhammer vorbei nach Weipert (Vejprty) und erreichte dann östlich schwenkend über Pleil (Černý Potok) mit Preßnitz (Přísečnice) die älteste Bergstadt des Erzgebirges.
Der Weg passierte folgend Reischdorf (Rusová), in deren Ortslage er sich verzweigte. Der westliche führte nach Kaaden (Kadaň), der östliche nach Kralupp (Kralupy u Chomutova). Hier wurden auch die Passhöhen auf jeweils rund 850 m n.m. erreicht.
Damit war der Preßnitzer Pass deutlich niedriger als die sich nach Westen hin anschließenden Pässe über Wiesenthal, Rittersgrün, Platten, Hirschenstand und Frühbuß. Dies war einer der Gründe für seine häufige Benutzung während des Dreißigjährigen Krieges, in dem es im März 1641 zur Schlacht zwischen der sich über den Pass zurückziehenden schwedischen Armee unter Johan Banér und nachsetzenden kaiserlichen Truppen kam.
In einer Urkunde von Johann von Böhmen und dessen Sohn Karl an Friedrich und Hermann von Schönburg vom 30. April 1339, die u. a. die Silbergruben bei Preßnitz betrifft, sind ausführliche Bestimmungen zur Passstraße enthalten. Um die Versorgung der Bergleute sicherzustellen, wurde angeordnet, dass Händler, die ihre Waren aus Böhmen befördern, von sämtlichen Zöllen und Gebühren befreit werden sollen. Dies betraf aber nicht die umgekehrter Richtung, für solche galt weiterhin die den Schönburgern verliehene Zollpflicht. Dies ist gleichzeitig die erste Erwähnung über das Vorhandensein des Preßnitzer Zollamts. Dieses befand sich im frühen Mittelalter in Kralupp am Fuße der Südabdachung des Gebirges. Zusammen mit der fortschreitenden Besiedelung des Gebirgskammes wurde es in die Kammlage nahe der Landesgrenze verlegt.
Auch wenn über den Preßnitzer Pass eine der alten Salzstraßen führte, war die Verkehrsdichte relativ gering. Die an der Passstraße liegende Klosterstadt Grünhain wurde um 1700 nur von fünf bis sechs Salzhandelszügen (a 20–30 Fuhrleute) pro Jahr passiert. Zwischen September 1830 und März 1831 wurden am Preßnitzer Pass selbst 81 Salzwagen mit etwa 4.700 Zentnern Koch-, Vieh- und Düngesalz gezählt.
Der durch die namensgebende Stadt Preßnitz (Přísečnice) führende Abschnitt des Passweges wurde mit Bau und Füllung der Talsperre Preßnitz (vodní nádrž Přísečnice) zu Beginn der 1970er Jahre überstaut. Die Stadt wurde nach Baubeschluss ausgesiedelt, aufgegeben und abgerissen, das ehemalige Stadtgebiet mit Resten und Ruinen liegt versunken unter der Wasseroberfläche.

### Wiesenthaler Pass
Koordinaten: 50° 25′ N, 12° 56′ O

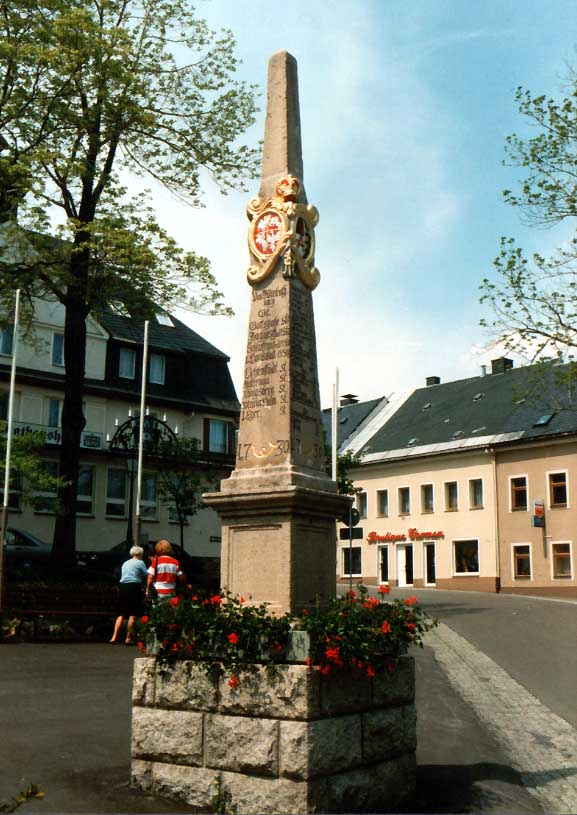
Postsäule in Oberwiesenthal mit Entfernungsangaben über den Pass nach Karlsbad

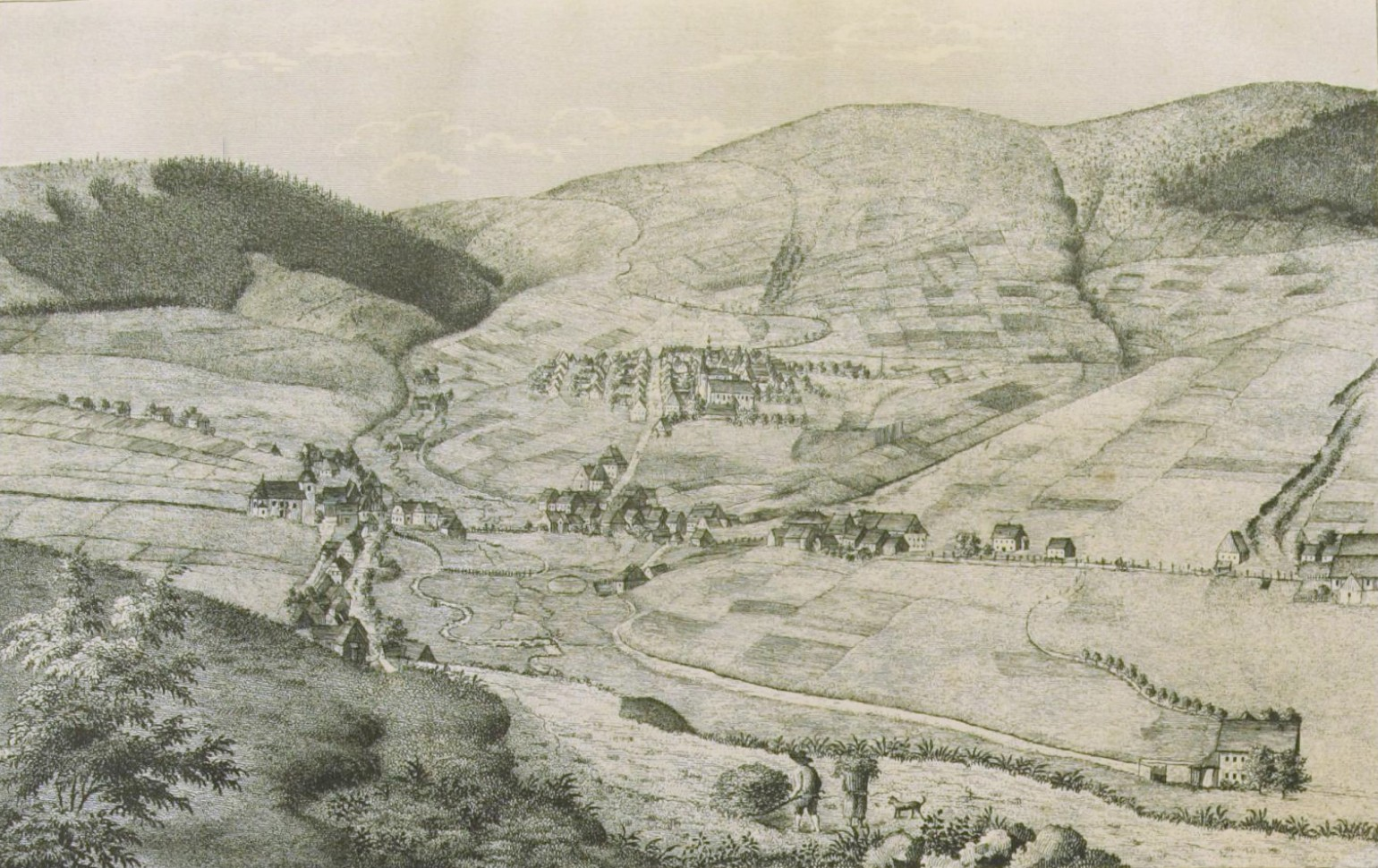
Der Passweg oberhalb der Stadt Oberwiesenthal (Mitte) bis zur Passhöhe auf einer Zeichnung von 1848

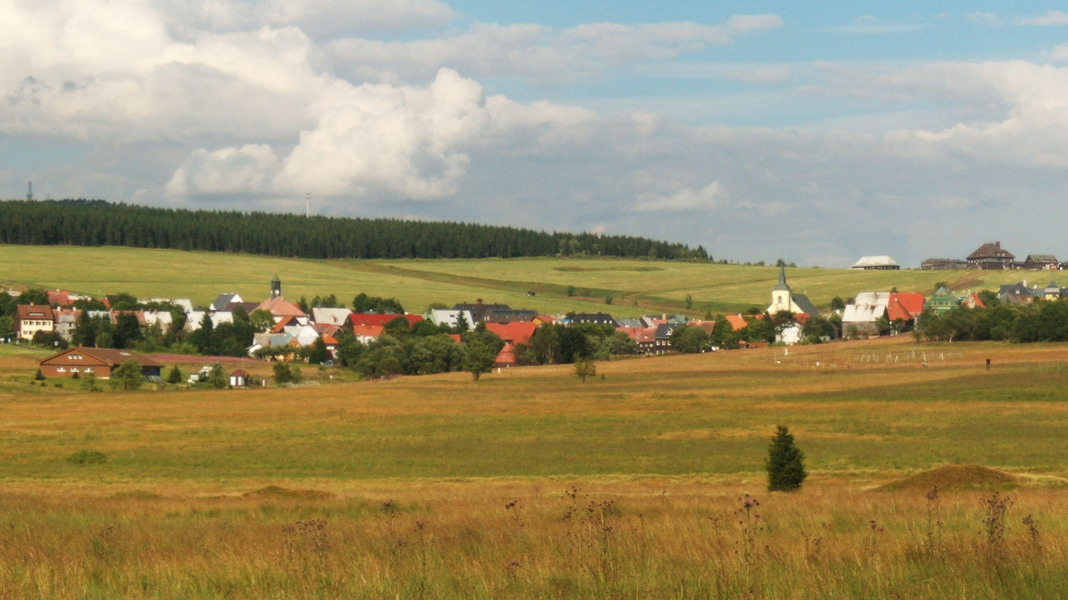
Blick über Boží Dar zur Passhöhe (Gebäude am rechten Bildrand)

Über den Wiesenthaler Pass führte die aus Leipzig über die beiden einst selbständigen Bergstädte Annaberg und Buchholz kommende Passstraße weiter in den bekannten Kur- und Badeort Karlsbad (Karlovy Vary). Sie folgte hinter der im 16. Jahrhundert entstandenen höchstgelegenen deutschen Stadt Oberwiesenthal dem Zechengrund allmählich aufwärts zum Erzgebirgskamm und zum Grenzübergang nach Gottesgab (Boží Dar) beim zwischen Keil- und Fichtelberg gelegenen Neuen Haus.
Die Passhöhe liegt auf 1083 m ü. NN und ist damit der höchstgelegene Pass des Erzgebirges. Im Winter war die über ihn führende Straße oft mehrere Wochen fast völlig unpassierbar, was heute kaum mehr vorstellbare Folgen hatte. So kamen in einem kalten Winter zu Beginn der 1730er Jahre mehrere Salzburger Exulanten bei ihrer Vertreibung aus Österreich-Ungarn am unpassierbaren Wiesenthaler Pass ums Leben und wurden außerhalb der Gottesgaber Friedhofsmauer verscharrt.
Im Dreißigjährigen Krieg wurden der Wiesenthaler und der nur wenige Kilometer weiter westlich verlaufende Rittersgrüner Pass wiederholt von zahlreichen Truppen passiert, die in Oberwiesenthal und anderen Städten im oberen Erzgebirge große Verwüstungen hinterließen. Deshalb wurde der Pass mehrfach gesperrt. Dies tat man u. a. mit sogenannten Spanischen Reitern und der Errichtung von Wachhäusern. Zur Abschreckung wurde an der Grenze zeitweilig auch ein Galgen aufgestellt.
Mit dem Aufblühen des Bade- und Kurwesens in Karlsbad (Karlovy Vary) wurde der Pass beim Beginn und dem Ende der Badesaison von zahlreichen Kurgästen frequentiert und die am Pass liegenden Orte erlebten die Durchreise zahlreicher berühmter Persönlichkeiten.
Dies steht natürlich auch im Zusammenhang mit der ab 1708 regelmäßig über diesen Erzgebirgspass verkehrenden Leipziger Post.
1945 wurde auch der Grenzübergang am Neuen Haus für lange Jahre gesperrt. Eine Wiedereröffnung erfolgte erst 1972. Seit 1976 entlastet eine zum Pass führende Ortsumgehungsstraße der Bundesstraße 95 den Stadtkern von Oberwiesenthal und eine Anfang der 2000er Jahre errichtete Ortsumgehung um Boží Dar vom Durchgangsverkehr. Dieser hat in den letzten Jahren deutlich zugenommen. 2004 passierten im Schnitt 3.950 Fahrzeuge den Grenzübergang am Wiesenthaler Pass, 2000 waren es noch 2.500.

### Rittersgrüner Pass
Koordinaten: 50° 25′ N, 12° 50′ O

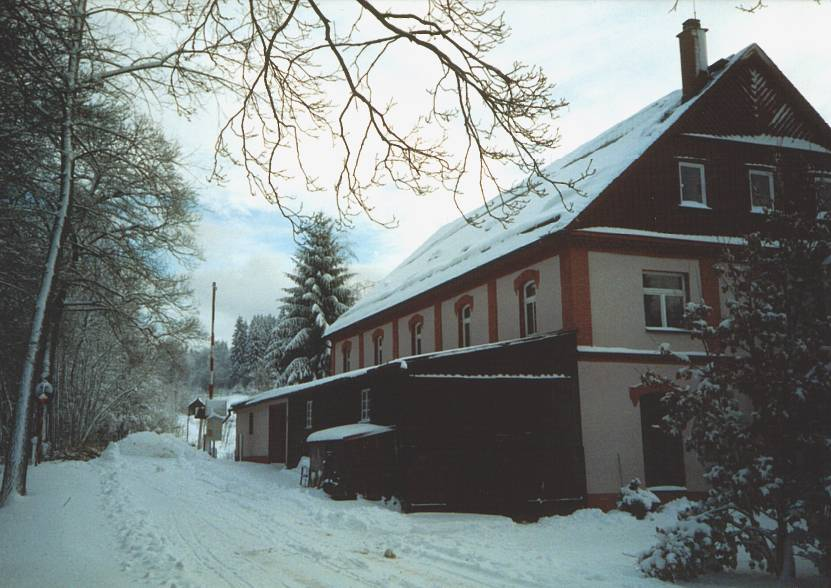
Grenzübergang unweit der Böhmischen Mühle bei Rittersgrün

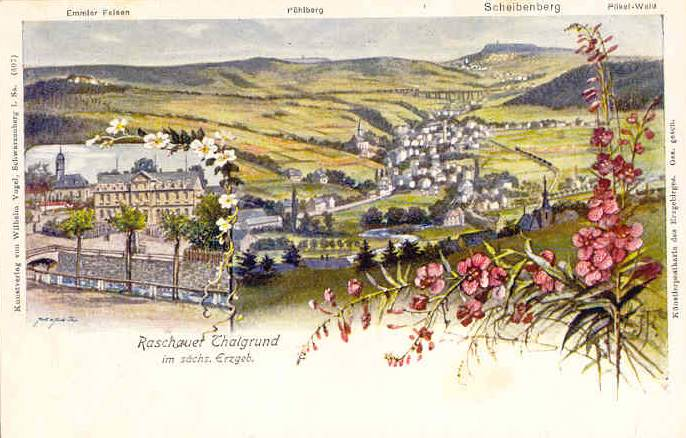
Der Rittersgrüner Pass querte den Raschauer Talgrund

Der Weg über den Rittersgrüner Pass verbindet Schwarzenberg/Erzgeb. über Rittersgrün, vorbei an der Böhmischen Mühle und den kleinen Streusiedlungen Goldenhöhe (Zlatý Kopec) und Försterhäuser (Myslivny) mit der Bergstadt Sankt Joachimsthal (Jáchymov). Dabei ist zwischen Försterhäuser und Sankt Joachimsthal eine Höhe von 980 m n.m. zu überwinden. Westlich des Rittersgrüner Passes führte über einen Höhenrücken ein Nebenarm der Passstraße, die sogenannte Halbmeiler oder Joachimsthaler Straße. Von Breitenbrunn aus verlief dieser Weg über die in eine sächsische und böhmische Hälfte geteilte Bergbausiedlung Halbemeile/Halbmeil (Rozhraní) und die Himmelswiese nach Försterhäuser (Myslivny) im oberen Schwarzwassertal. Hier vereinigte sie sich wieder mit der Rittersgrüner Straße. Von Halbmeile aus bestand aber auch ein Weg über Zwittermühl (Háje) und Irrgang (Bludná) nach Neudek (Nejdek) und Karlsbad (Karlovy Vary).
Im Gegensatz zu den benachbarten Pässen erlangte der Rittersgrüner Pass erst nach der 1516 erfolgten Gründung von Sankt Joachimsthal (Jáchymov) eine gewisse Bedeutung. Er diente wohl vor allem dem Transport von Erzen und Bergbauprodukten zwischen Sankt Joachimsthal (Jáchymov) und der bedeutenden westerzgebirgischen Hammerwerksgegend um Aue und Schwarzenberg. Im Dreißigjährigen Krieg gehörte der Rittersgrüner Pass zu den am meisten von Kriegstruppen genutzten Erzgebirgsübergängen. Insbesondere der kaiserliche Feldmarschall Heinrich Graf von Holk fiel mit seinen Truppen wiederholt über den Pass nach Sachsen ein und hinterließ große Verwüstungen in den am Straßenverlauf gelegenen Siedlungen. Mit der Aufnahme regelmäßiger Postkutschen- und Botenkurse verlor der Rittersgrüner Pass im 18. Jahrhundert zugunsten der benachbarten Pässe an Bedeutung. Als lokale Verbindungsstraße zwischen Sachsen und Böhmen behielt er jedoch bis 1945 überregionale Bekanntheit.

### Plattener Pass
Koordinaten: 50° 23′ 22,5″ N, 12° 45′ 26,5″ O

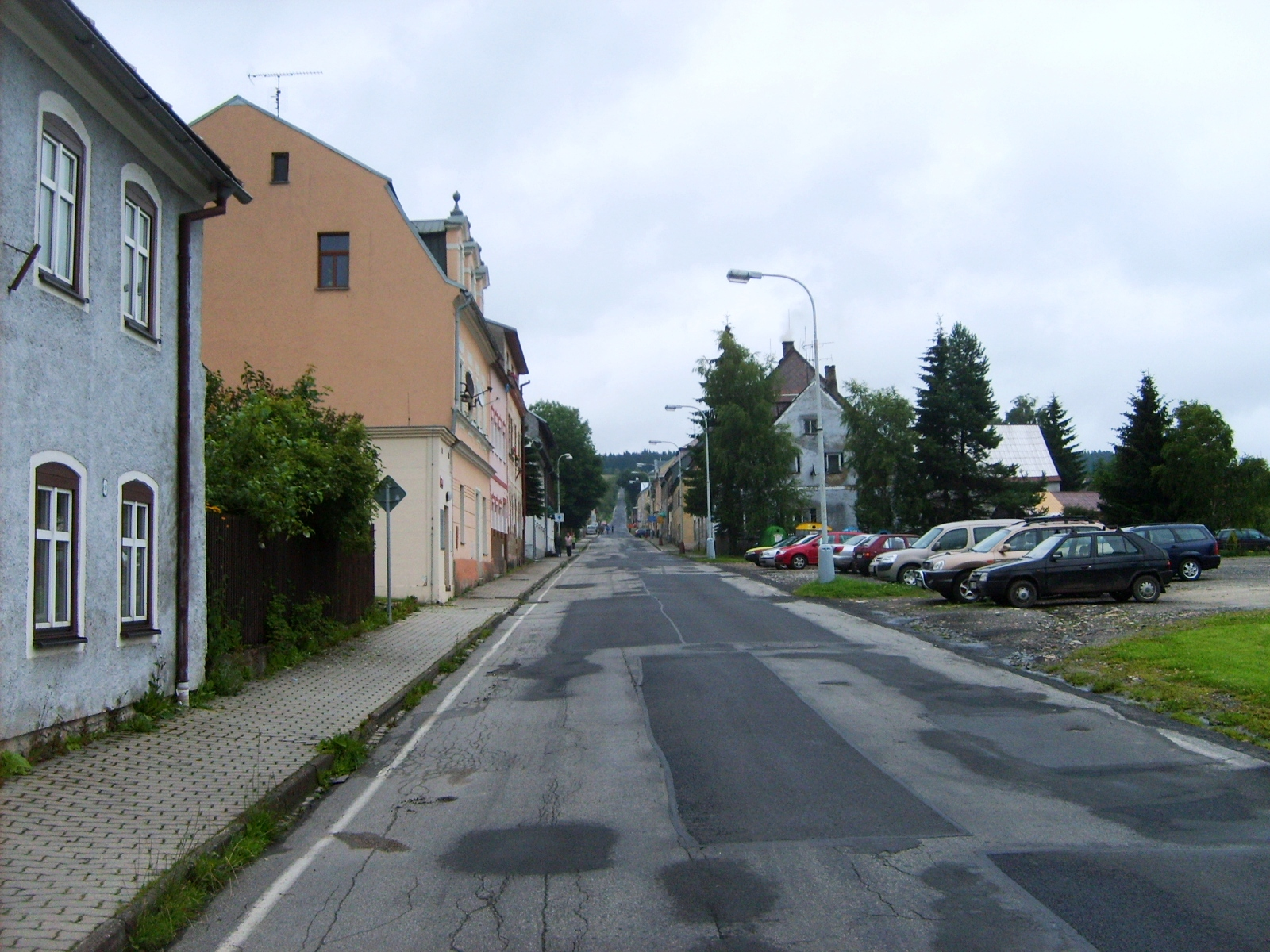
Verlauf der Passstraße (heute: Hamerská) durch Platten

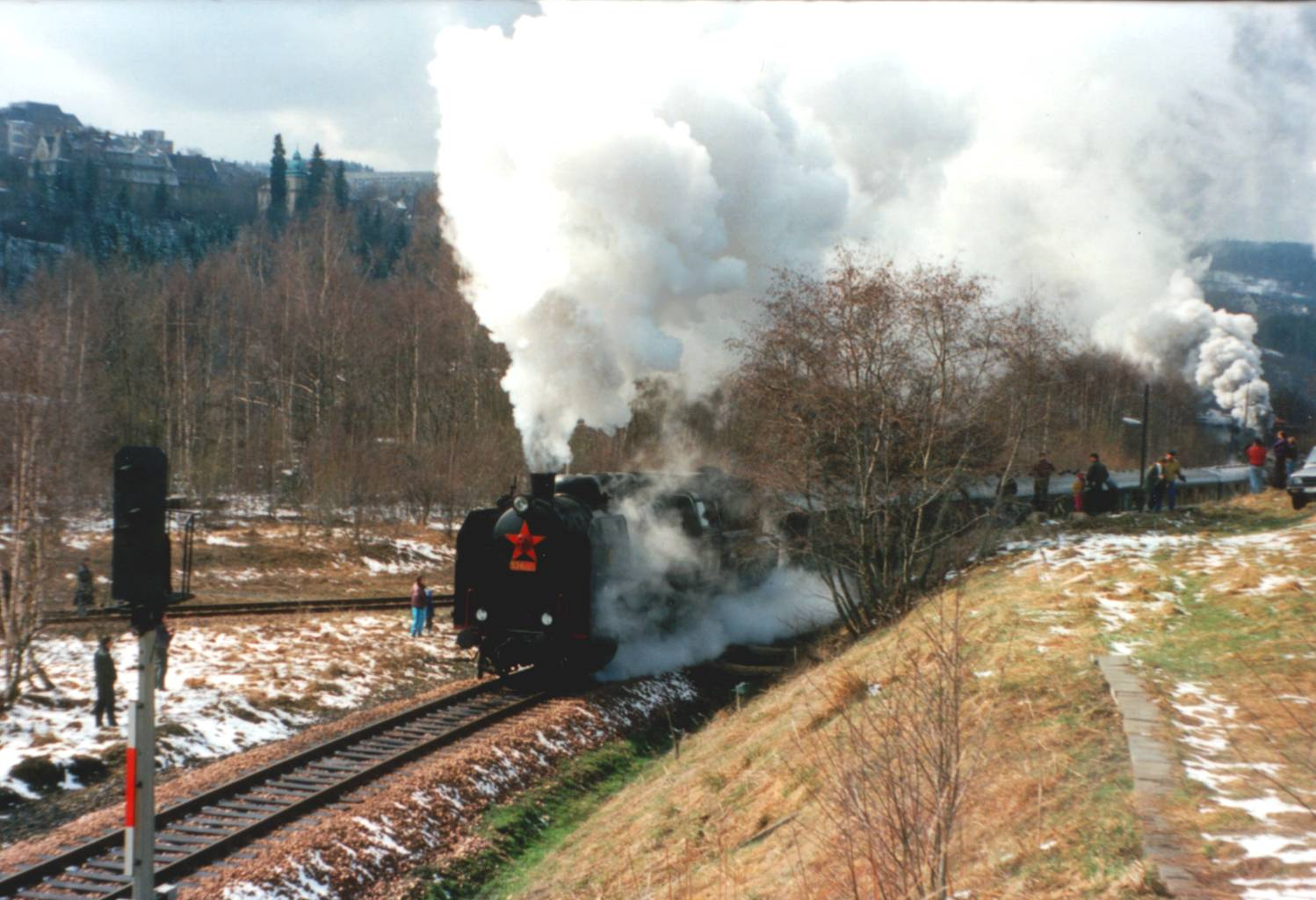
Historischer Eisenbahnzug bei der Grenzüberquerung, 1992

Der Plattener Pass führte von Schwarzenberg/Erzgeb. bzw. Schneeberg über das 1651 gegründete Hammerwerk Wittigsthal an der Mündung des Breitenbachs in das Schwarzwasser. Oberhalb von Wittigsthal entstand am Fastenberg 1654 die Exulantensiedlung Johanngeorgenstadt, die schon bald als letzte Bergstadt des Erzgebirges aufblühte und zu einer Belebung des Handels im oberen Erzgebirge führte.
Die Passstraße überquerte in Wittigsthal die Grenze zwischen Sachsen und Böhmen und führte nun, vorbei an mehreren, im 17. Jahrhundert entstandenen Blaufarbenwerken im Tal des Breitenbaches aufwärts bis zur Bergstadt Platten (Horní Blatná). Bis zum Ende des Schmalkaldischen Krieges 1547 befand sich die Grenze südlich von Platten (Horní Blatná). Nach dem Abtreten des Gebietes um Platten (Horní Blatná) und Gottesgab (Boží Dar) an den König von Böhmen verschob sich der Grenzverlauf etwa 8 km nach Norden. Für die Wegführung nach Karlsbad (Karlovy Vary) existierten Abstiege über Bärringen (Pernink), Lichtenstadt (Hroznětín) oder Hohenstollen bei Neudek (Nejdek).
Der Plattener Pass wurde bereits im ausgehenden 17. Jahrhundert als Poststraße benutzt. Selbst Goethe reiste 1785 und 1786 über Johanngeorgenstadt nach Karlsbad (Karlovy Vary). Im 19. Jahrhundert verlor der Plattener Pass zugunsten des über Oberwildenthal nach Hirschenstand (Jeleni) führenden neuen Passes an Bedeutung.
1899 verkehrte über ihn die letzte Postkutsche zwischen Johanngeorgenstadt und Karlsbad (Karlovy Vary), da in jenem Jahr die durchgängige Eisenbahnlinie Johanngeorgenstadt–Neudek (Nejdek)–Karlsbad den Betrieb aufnahm. Nach 1945 fand kein grenzüberschreitender Verkehr mehr statt, infolge der politischen Veränderung nach 1990 passierte 1992 erstmals wieder ein Reisezug die Staatsgrenze und im gleichen Jahr wurde dann der planmäßige grenzüberschreitende Verkehr wieder aufgenommen. Mit 914 m n.m. weist diese Bahnstrecke den höchsten Scheitelpunkt der Erzgebirgsquerbahnen auf. Bemerkenswert ist, dass der Scheitelpunkt dieser im heutigen Tschechien als Krušnohorský Semmering (Erzgebirgischer Semmering) bekannten Bahn den der Semmeringbahn um 16 m übersteigt.
Der Straßengrenzübergang wurde nach Ende des Zweiten Weltkrieges geschlossen. Seit 1991 kann er von Fußgängern und Radfahrern, seit 2008 auch von KFZ wieder benutzt werden. Allerdings lassen die topographischen Verhältnisse einen Ausbau bestehender Straßen nicht zu, so dass die B 93 zwischen Schneeberg und Johanngeorgenstadt zur wahrscheinlichen Weiterführung über einen noch zu schaffenden Grenzübergang nach Karlsbad (Karlovy Vary) völlig neu trassiert werden soll. Die derzeit bevorzugte Variante 3 der Planungsunterlagen sieht im südlichen Bereich folgenden Verlauf vor: Neubau Jägerhäuser Flügel – Umfahrung Schwarzwassertal – Ortsumfahrung Johanngeorgenstadt zwischen den Ortsteilen Steinbach und Neustadt. Eine auf sächsischer Seit ebenfalls untersuchte Trassenführung in Richtung Hirschenstander Pass wurde aus finanziellen und ökologischen Gründen verworfen. Bei der jetzt favorisierten Trassenführung wird allein für das 24 km lange sächsische Teilstück von Kosten in Höhe von etwa 96,6 Mill. € ausgegangen. Mit der Inbetriebnahme dieser neuen Gebirgsquerung ist allerdings nicht vor 2015 zu rechnen. Hingegen wurde der seit 1991 bestehende Fußgängergrenzübergang in Johanngeorgenstadt am 16. Januar 2008 für den Verkehr mit Kraftfahrzeugen bis 3,5 t geöffnet, wodurch dieser alte Erzgebirgspass auf seiner alten Streckenführung eine wesentliche Belebung erfuhr.

### Frühbußer und späterer Hirschenstander Pass
Koordinaten Frühbußer Pass: 50° 25′ N, 12° 36′ O

Zollhaus in Sauersack an der Frühbußer Straße auf einem Kartenausschnitt (1903)

Der Pass über die Bergstadt Frühbuß (Přebuz) ist einer der ältesten des Westerzgebirges und einer der höchstgelegenen im Erzgebirge überhaupt. Sein nördlicher Hauptzugang querte von Schneeberg kommend das Tal der Zwickauer Mulde nördlich von Eibenstock und führte über die Eibenstocker Hochfläche, am früheren Gasthaus Waldschänke vorbei, in den dichten Hochwald. Hier setzte sich der Verlauf in südlicher Richtung auf der noch heute so genannten Früßbußer Straße (früher auch Frühbußer Steig genannt), am 964 m ü. NN Brückenberg und dem spätmittelalterlichen Bergwerk Fletschmaul vorbei bis zum Zollamt bei Weitersglashütte fort. Die sächsisch-böhmische Grenze wurde unweit des Großen Kranichsees auf 943 m ü. NN überschritten. Auf böhmischer Seite führte die Passstraße über Sauersack, Frühbuß (Prebuz), Schönlind nach Heinrichsgrün (Jindřichovice v Krušných horách), wo sie auf die vom Graslitzer Pass kommende Straße traf. Beide Straßen stiegen von hier aus gemeinsam ins Egertal nach Falkenau (Sokolov) hinab.
Koordinaten Hirschenstander Pass: 50° 25′ N, 12° 40′ O

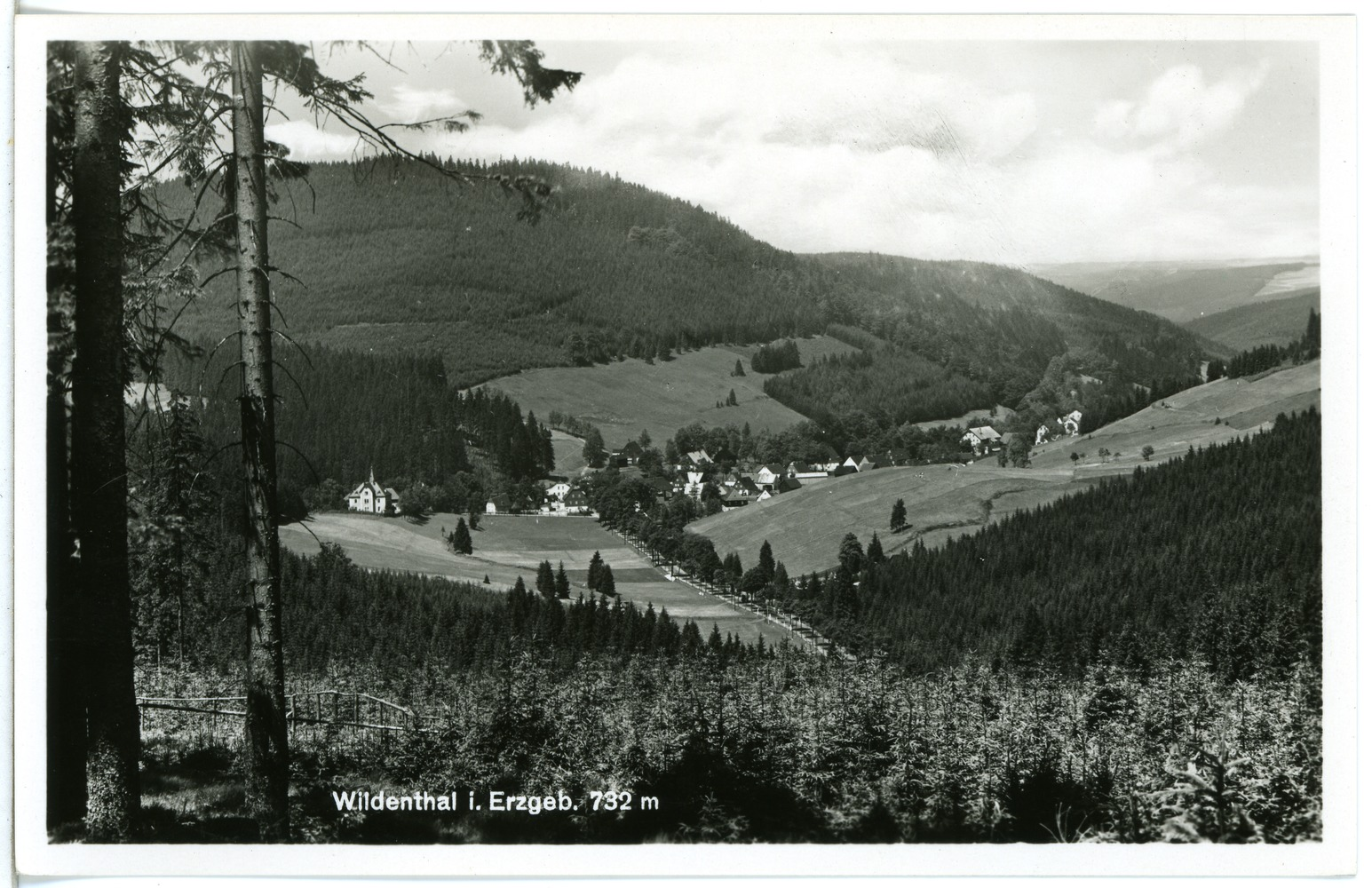
Blick von Süden auf Wildenthal (1935). – Die ausgebaute Passstraße führte durch den Ort weiter nach Oberwildenthal im Süden (im Vordergrund).

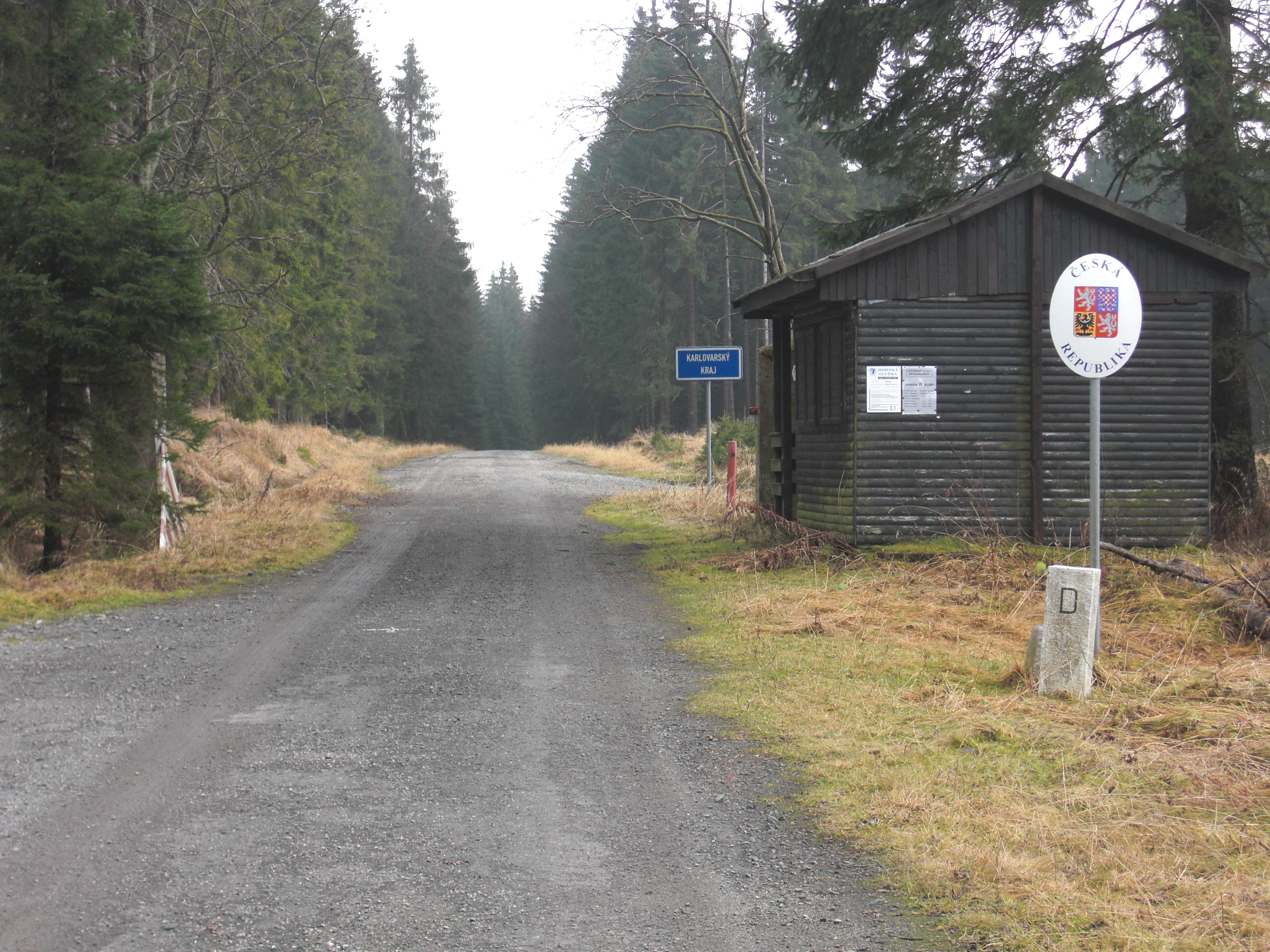
Die Passhöhe und gleichzeitig Grenzübergang auf. Blick in Richtung Jelení (2009)

Nach dem Aufblühen des neuangelegten Hammerwerkes Wildenthal in der ersten Hälfte des 17. Jahrhunderts zogen immer mehr Fuhrwerke über den genannten Hammer im Tal der Großen Bockau, um den langen und unsicheren Straßenabschnitt im Erzgebirgswald zwischen der Waldschänke und Sauersack (Rolava) zu vermeiden. Auch der offizielle Postkurs von Zwickau über Schneeberg nach Karlsbad (Karlovy Vary) wurde über Wildenthal gelegt. Dabei führte die Straße ursprünglich von Wildenthal über Sauschwemme und Steinbach nach Johanngeorgenstadt, um weiter über den Plattener Pass Karlsbad (Karlovy Vary) zu erreichen. Diese Führung änderte sich im Laufe des 18. Jahrhunderts. In dieser Zeit wurde der Fahrweg im oberen Tal der Großen Bockau südlich von Oberwildenthal immer mehr für Fahrten und Gänge nach Böhmen genutzt, denn dieser Weg wies weniger Steigungen auf als die Poststraße über die Sauschwemme nach Johanngeorgenstadt. 1819 wurde diese Route über Hirschenstand (Jelení), die ihren höchsten Punkt beim Grenzübertritt auf 938 m ü. NN erreichte, in einem Vertrag zwischen Sachsen und Österreich als Extrapostroute festgelegt. 1827 begann der chausseemäßige Ausbau der Straße von Schneeberg über Eibenstock und Wildenthal zur Grenze unweit des Buchkammes südlich von Oberwildenthal. Die Arbeiten zum Ausbau der Chaussee auf böhmischer Seite von Karlsbad (Karlovy Vary) über Neudek (Nejdek), Neuhammer (Nové Hamry) nach Hirschenstand (Jeleni) wurden erst 1829 in Angriff genommen. Als letztes Teilstück wurde das zwischen Hirschenstand (Jeleni) und der Grenze 1832 fertiggestellt. Seit 1837 nutzte die stark frequentierte Eilpost-Sommerlinie Zwickau-Karlsbad (Karlovy Vary) die neue Chaussee. Im Gegenzug verlor die Verbindung über Johanngeorgenstadt und Platten nach Karlsbad (Karlovy Vary) an Bedeutung. Eine weitere Aufwertung des Hirschenstander Passes erfolgte mit der Einstufung seiner nördlichen Zufahrt als Reichsstraße 93 im 20. Jahrhundert. 1945 erfolgte die Schließung des Grenzübergangs, der nach der 1997 erfolgten Wiedereröffnung von Wanderern, Rad- und Skifahrern benutzt wird. Eine Überquerung der Grenze mit Kraftfahrzeugen ist an dieser Stelle nicht möglich. Für die wechselvolle Geschichte der alten Erzgebirgspässe ist dieser Grenzübergang von exemplarischer Bedeutung: Während noch im Mai 1968 die Teilnehmer der Internationalen Friedensfahrt, wie schon am 20. Mai 1964, auf ihrer 5. Etappe das Grenztor passierten, rollten wenige Wochen später, in der Nacht zum 21. August 1968, sowjetische Panzer zur Niederschlagung des Prager Frühlings hier durch.

### Graslitzer Pass
Koordinaten: 50° 21′ N, 12° 29′ O

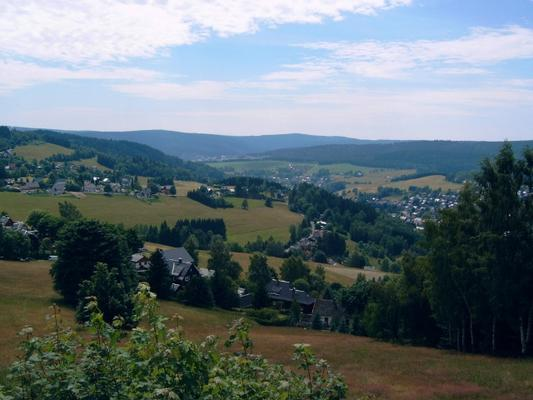
Durch das spätere Klingenthal führte der Pass nach Graslitz

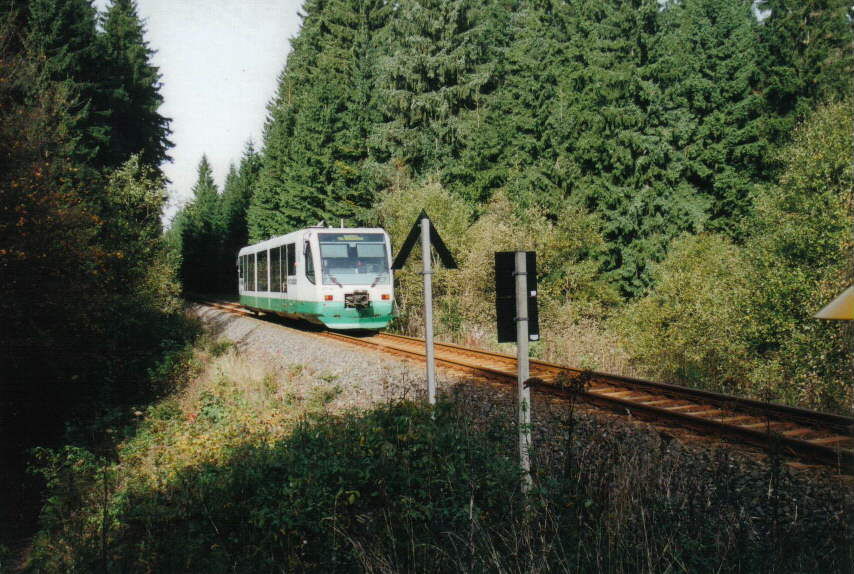
Die Vogtlandbahn fährt auch über den Graslitzer Pass

Der nördliche Zugang zum Graslitzer Pass nahm in der Vergangenheit seinen Anfang in der vogtländischen Hauptstadt Plauen und verlief von dort über die Hochflächen nach dem bereits um 1200 angelegten Burgflecken Schöneck. Von hier aus durchquerte die Passstraße den waldreichen Schönecker Forst und zog sich bis zur Landesgrenze im späteren Musikwinkel, wo um 1600 der Marktflecken Klingenthal entstand. Nach dem Passieren der Grenze führte die Passstraße zuerst im Tal der Zwota durch die böhmischen Stadt Graslitz (Kraslice), bevor sie über Heinrichsgrün (Jindrichovice) Falkenau (Sokolov) an der Eger erreichte. Von hier war in westlicher Richtung die Kaiserstadt Eger (Cheb) schnell zu erreichen, während es nach Osten bis nach Karlsbad (Karlovy Vary) von dort nur noch etwa 15 Kilometer Entfernung waren. Geologisch gesehen, befindet sich der Graslitzer Pass noch im westlichen Erzgebirge, politisch gehörte die Gegend um Klingenthal jedoch bereits zum Territorium des Vogtlandes und wird deshalb in einigen Veröffentlichungen als Erzgebirgspass nicht immer anerkannt. Als Besonderheit ist hervorzuheben, dass der Graslitzer Pass einer der wenigen historischen Erzgebirgspässe ist, der in weiten Teilen einem Talverlauf folgt.
Über den Pass führt die 1886 eröffnete Bahnverbindung Sokolov (Falkenau)–Klingenthal. Nach 1945 fand kein grenzüberschreitender Verkehr mehr statt, zudem wurde 1975 die Brücke üb die Zwota in Klingenthal abgerissen. Infolge der politischen Wende 1990 wurde der Wiederaufbau der Verbindung von Seiten der Politik gefordert. Im Jahre 2000 wurde die Gleislücke geschlossen und der grenzüberschreitende Betrieb wieder aufgenommen. In ihrer nördlichen Fortsetzung über Zwotental und Muldenberg nach Falkenstein/Vogtl. hat die Verbindung gleichsam zum historischen Wegverlauf zum Burgflecken Schöneck eine topografische Besonderheit: Im Gegensatz zu den anderen Erzgebirgsquerbahnen wird der höchste Punkt mit 772 m ü. NN im sächsischen Schöneck erreicht.